# Macrophotographie

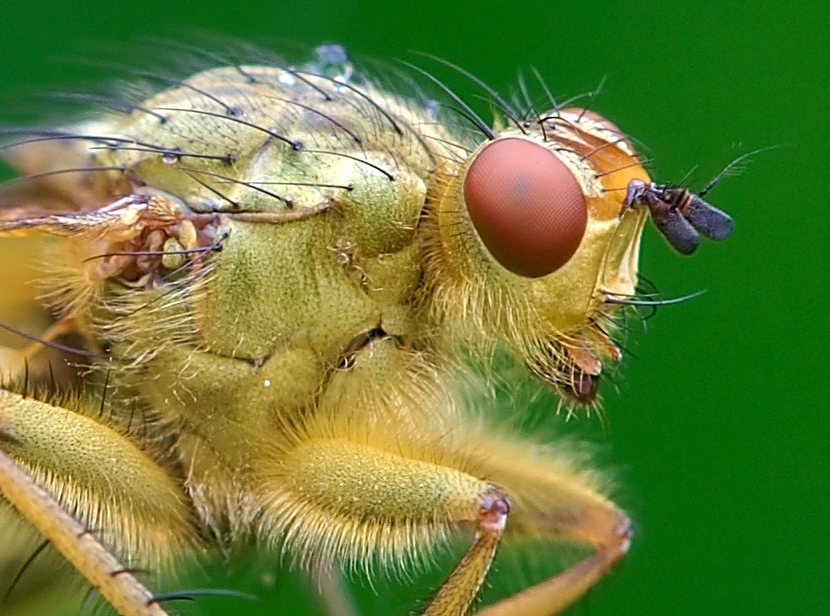
Photographie macro au rapport 1:1 d'une mouche Scathophaga stercoraria.

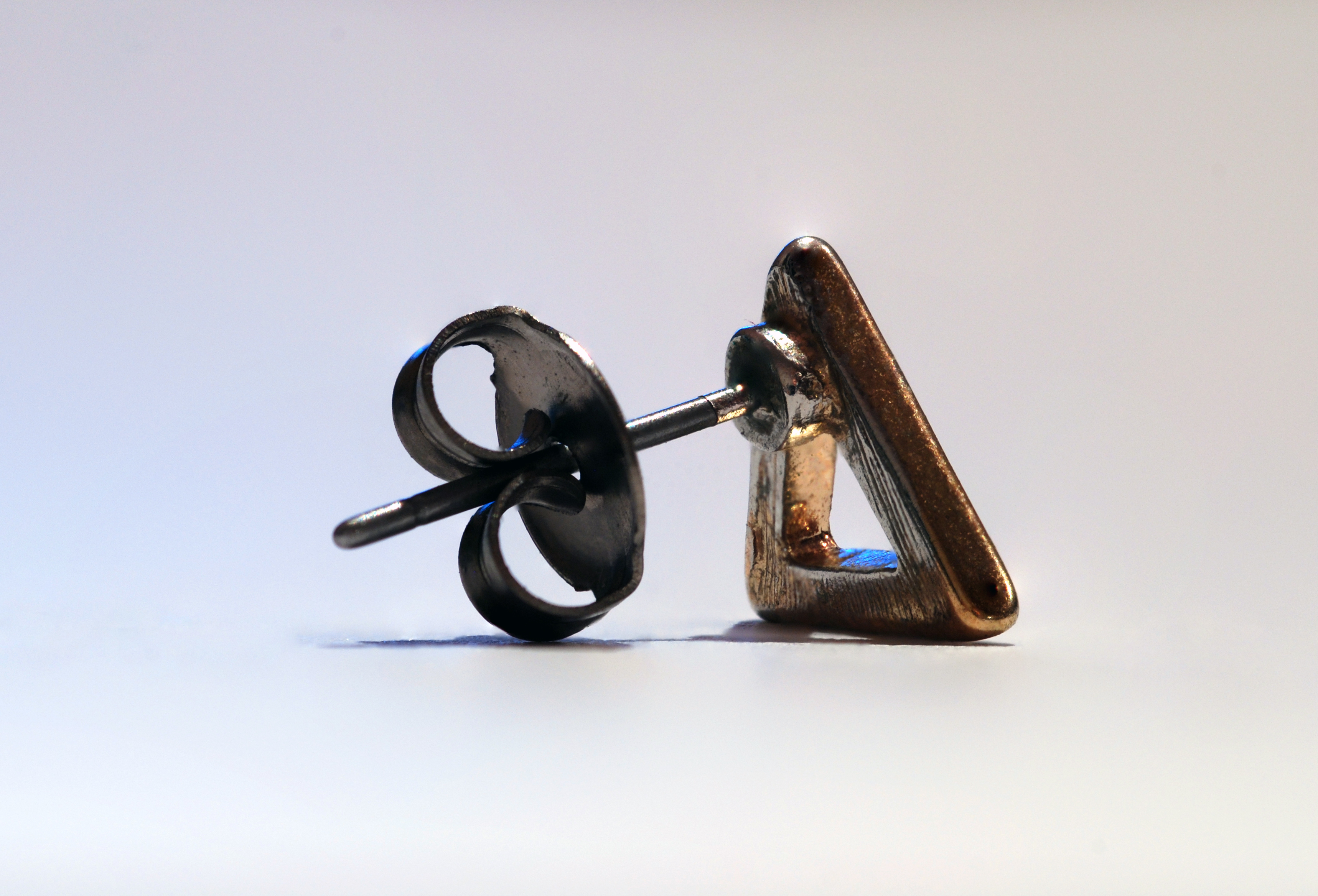
Macrophotographie d'une boucle d'oreille.

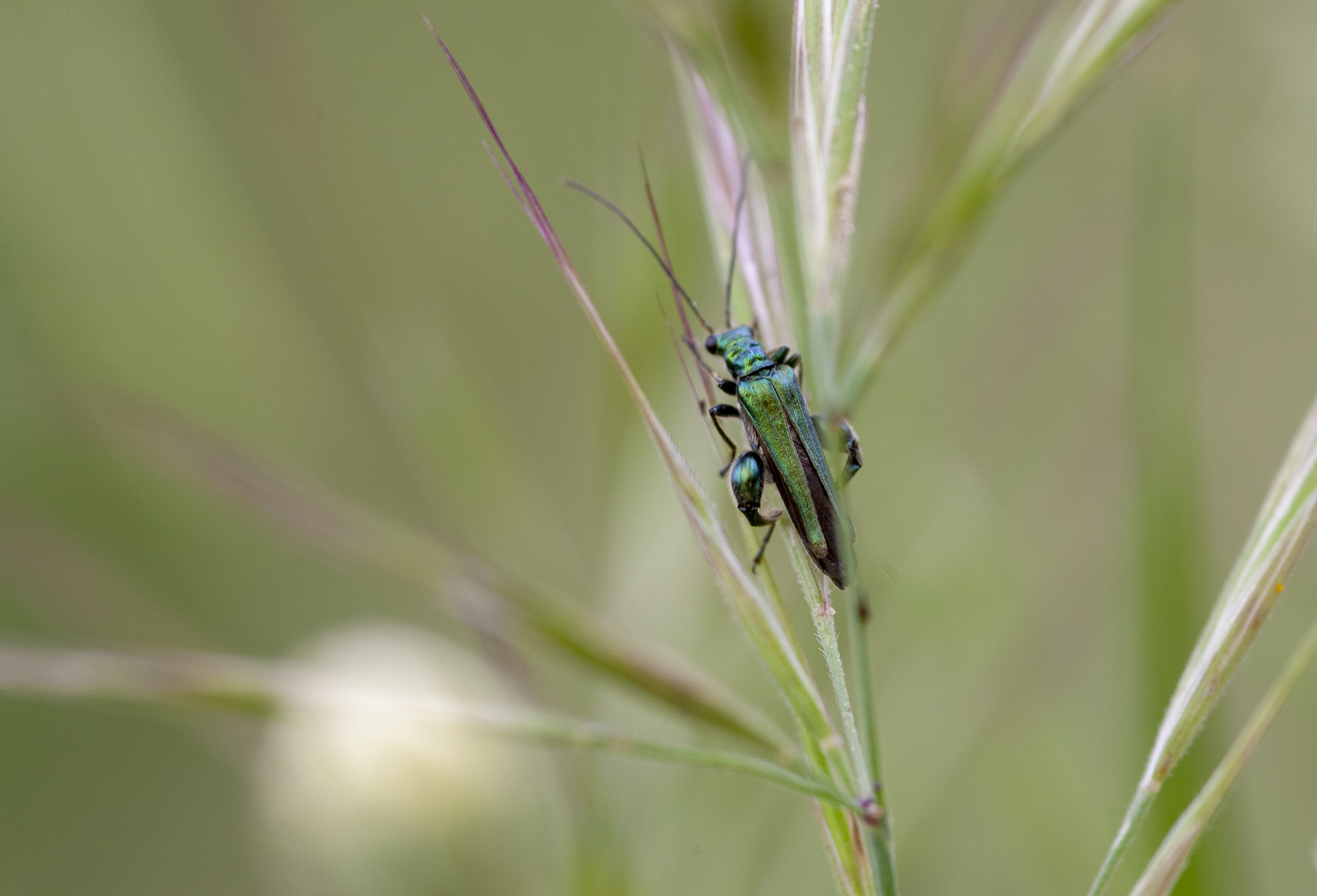
prise de vue avec 105 mm macro Sigma.

La macrophotographie est le terme usuel désignant la  photomacrographie, souvent abrégé en macrophoto ou macro, du grec ancien μακρός / makrós, « long, grand ». Il correspond à l'ensemble des techniques photographiques — ainsi qu'à l'activité photographique associée — permettant de photographier des sujets de petite taille entre les rapports de grandissement γ = 1 (ou 1:1) et γ = 10 (ou 10:1). Son domaine se situe donc au-delà de celui de la proxiphotographie (γ < 1), mais en deçà de celui de la photomicrographie (γ > 10). Il existe deux acceptions de ce terme, liées à l’ambiguïté que représente la notion d'image sous-jacente à celle de grandissement. 

## Acception scientifique et technique
Revendiquée mais pas systématiquement utilisée par le milieu de la technique photographique, elle s'attache à la définition rigoureuse de grandissement selon l'optique géométrique. Ainsi par « image » on entend celle formée sur le capteur de l'appareil photo. Une macrophotographie est alors une photo dont la taille du sujet sur le capteur est plus grande que sa taille réelle. Cette acception possède des avantages, entre autres parce que certains paramètres concernant la prise de vue, comme la profondeur de champ ou la luminosité, dépendent de cette définition rigoureuse de la notion de grandissement; de plus, elle n'est pas dépendante du format du capteur ou du tirage, ce dernier pouvant facilement varier à partir d'un unique original argentique ou numérique.

## Acception historique et commerciale
Correspondant également à un usage courant en photographie, elle entend par « image » l'image réellement observée. La macrophotographie est donc alors le domaine de la photographie où la taille du sujet sur tirage sur papier, un écran d'ordinateur ou autre, est plus grande que sa taille réelle. Au début de l'argentique, les deux acceptions se rejoignaient car la surface sensible constituait le support du tirage, ou le tirage était réalisé par contact : la taille sur le capteur était la même que celle sur l'épreuve finale observée.
Mais ensuite, pour réaliser le même tirage, la taille du capteur a diminué, l'image finale étant obtenue après agrandissement. Ainsi, les objectifs 24x36 atteignant un grandissement optique de seulement 1:2 (x0,5) ont continué d'être qualifiés de « macro » par leurs constructeurs car ils permettaient encore d'obtenir un grandissement supérieur à 1:1 sur le tirage. Les accessoires destinés à ces prises de vue (bonnettes, bagues-allonges, soufflets, bancs, flash dédiés...) ont également continué d'être qualifiés de macro. 
La divergence s'est encore amplifiée avec l'arrivée de très petits capteurs numériques, les constructeurs qualifiant de « macro » des objectifs d'appareil photo compact utilisant des grandissements optiques inférieurs à 1:10 (x0,1), donc pas même du domaine de la proxiphotographie du point de vue de l'optique géométrique.
À noter que cette acception possède l'avantage linguistique de faire référence au terme « macroscopique », désignant ce qui peut être visible à l’œil nu. Enfin, c'est aussi celle privilégiée par le Centre National de Ressources Textuelles et Lexicales, organisme du CNRS.

## Principes optiques
En se rapprochant d'un sujet pour le photographier en gros plan, il faut augmenter la distance entre le film (la pellicule photo/capteur numérique) et l'objectif, afin de conserver le sujet net. La distance ainsi allongée s'appelle le tirage. La plupart des objectifs non spécialisés ont un tirage maximal qui ne permet pas de s'approcher d'un sujet à moins de 10 fois leur distance focale environ. Il est donc en général impossible de faire des photographies en gros plan sans utiliser des accessoires ou un objectif spécial.
Pour augmenter le grandissement de l'image, divers accessoires permettent d'augmenter le tirage des objectifs standards ou de diminuer la distance focale,. On peut encore, par l'usage d'un multiplicateur de focale, multiplier la focale sans changer la distance de mise au point minimale, d'où une prise de vue en un peu plus gros plan.

### Accessoires mécaniques
Ces dispositifs se font sans utilisation de lentille(s). 
- La bague-allonge : Bague allonge

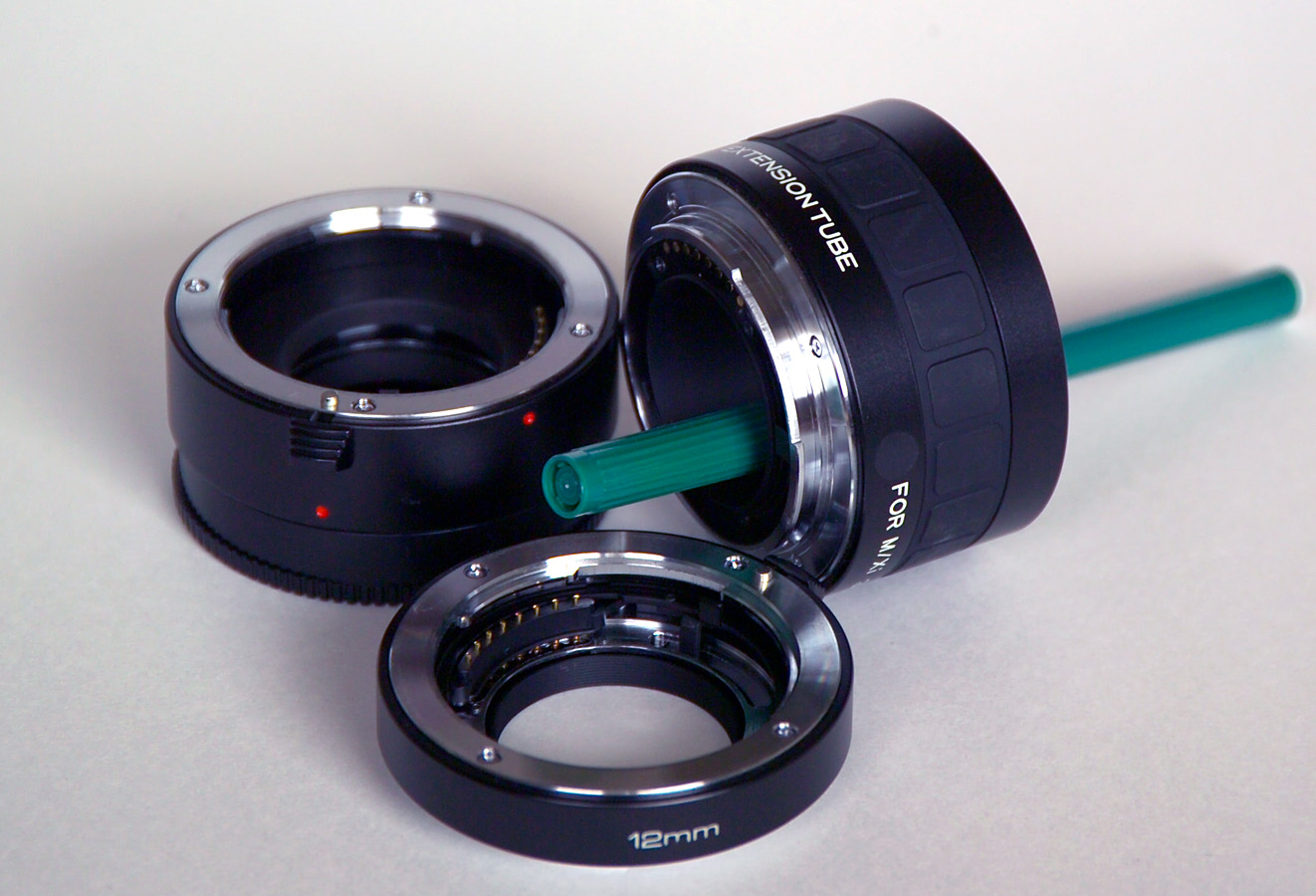
Bague allonge

Une bague-allonge consiste en un tube disposé entre le boîtier et l'objectif.
En augmentant le tirage, elle permet de diminuer la distance minimum de mise au point d'un objectif, et d'augmenter le grandissement.
- Le soufflet : Un soufflet fixé à un appareil reflex ainsi qu'à un objectif inversé

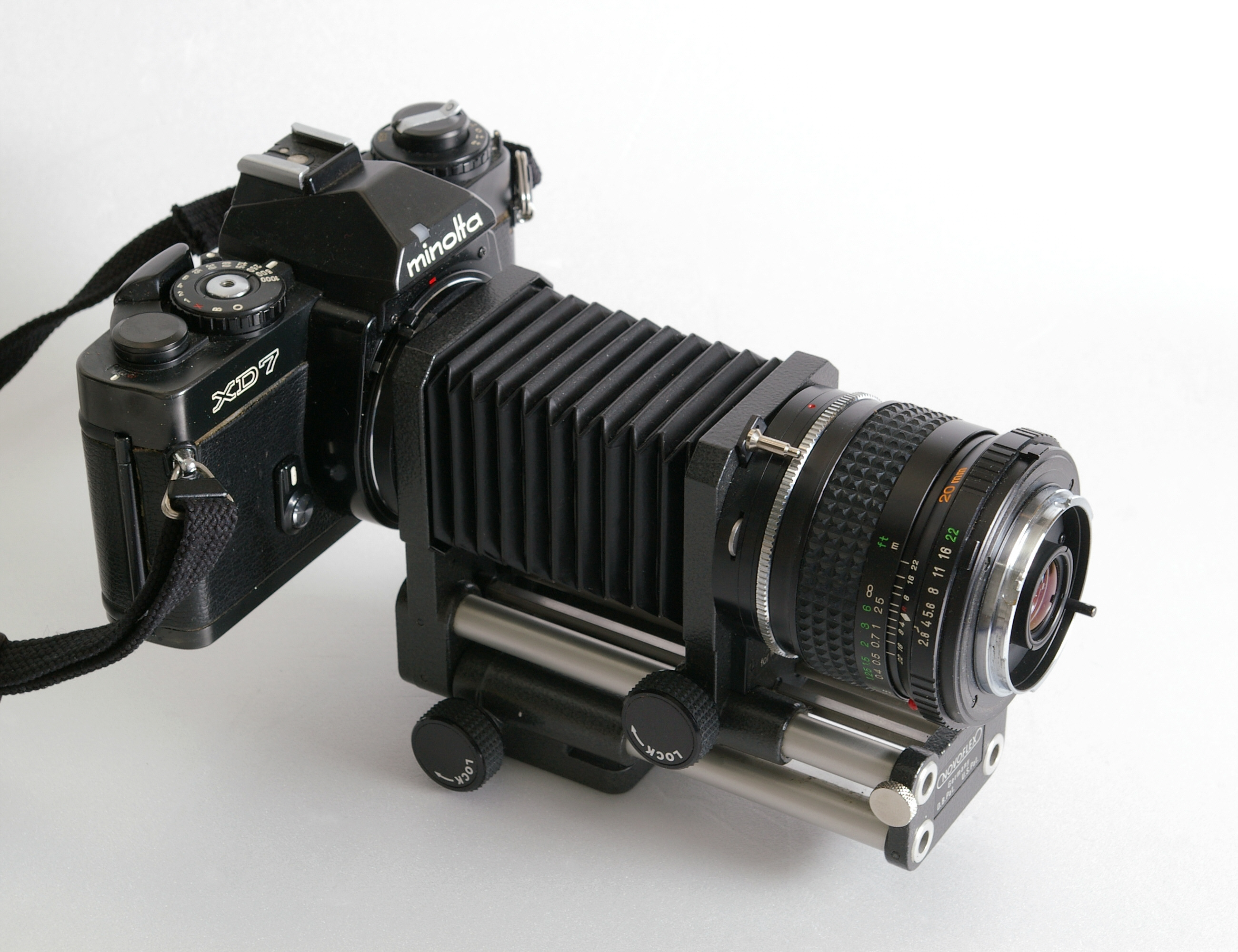
Un soufflet fixé à un appareil reflex ainsi qu'à un objectif inversé

Le soufflet fonctionne également par une augmentation du tirage, sur le même principe que la bague-allonge. C'est un dispositif à crémaillère, ce qui permet d'allonger ou de raccourcir le tube à volonté. Son principal avantage est sa modularité, mais son principal inconvénient est par conséquent son encombrement, qui le rend difficile à manipuler sans pied. La perte de luminosité est la même, à tirage identique, qu'avec une simple bague-allonge. C'est un accessoire très utile en studio, pour des sujets immobiles. De plus, si une bague-allonge conserve les couplages mécaniques ou électriques entre le boîtier et l'objectif, les soufflets n'assurent qu'une transmission partielle ou pas de transmission du tout, selon les cas.
- La bague d'inversion : Le principe est cette fois de retourner un objectif (généralement grand-angle) ce qui permet de rapprocher fortement la distance de mise au point (la focale reste identique). On peut augmenter le facteur de grossissement d'un ensemble « boîtier-soufflet » en inversant l'objectif de prise de vue.

### Accessoires optiques
- La bonnette est, pour faire très simple, une lentille convergente montée devant l'objectif. Elle assure la déviation des rayons lumineux, ce qui permet de retrouver la même netteté sur un sujet, mais à une distance moindre de celui-là. De ce fait, le sujet est grossi sur le film ou le capteur. Les bonnettes sont très peu encombrantes et pratiques à manipuler, mais elles restent un dispositif ajouté à l'objectif. Cela se traduit par l'apparition d'aberrations optiques si des bonnettes trop puissantes sont utilisées (toutefois, des bonnettes spécialement conçues pour s'associer à des objectifs macro peuvent être utilisées à de forts rapports (jusqu'à 3x avec l'objectif medical nikkor 200 mm)). L'intérêt des bonnettes est réel pour les faibles grandissements, car cet accessoire ne modifie pas le tirage, donc ne provoque pas de réelle perte de luminosité. Les bonnettes sont souvent utilisées en extérieur et pour débuter en proxiphotographie : leur prix étant très sensiblement inférieur à celui d'un objectif macro destiné à cette pratique.
- L'objectif accouplé devant l'objectif principal : un objectif de courte focale peut être utilisé comme une bonnette pour réduire la distance de mise au point de l'ensemble des 2 objectifs. Pour des raisons de qualité optique, il est en général utilisé inversé alors et lié par une bague à double filetage mâle au premier objectif.
- Objectif macro : Les objectifs « macro » permettent en général d'atteindre de forts grandissements (1:2 ou 1:1) sans accessoire supplémentaire. De rares modèles sont prévus pour des grandissements supérieurs à 1:1 comme les optiques "medical Nikkor" jusqu'à 3:1 ou l'objectif Canon MPE65 spécialisé dans les forts grandissements de 1:1 à 5:1.

Aucun objectif zoom n'est réellement macro à ce jour, en revanche la plupart des objectifs macro actuels permettant d'atteindre directement le rapport 1:1 ont une distance focale qui diminue sensiblement au fur et à mesure que le grandissement augmente ; ce sont donc bel et bien des objectifs à focale variable, mais présentés comme s'ils possédaient une focale fixe. Ce n'était que rarement le cas des optiques plus anciennes.

## Techniques macrophoto: quelques schémas de principe
- Bonnette (= close-up) macrophoto.

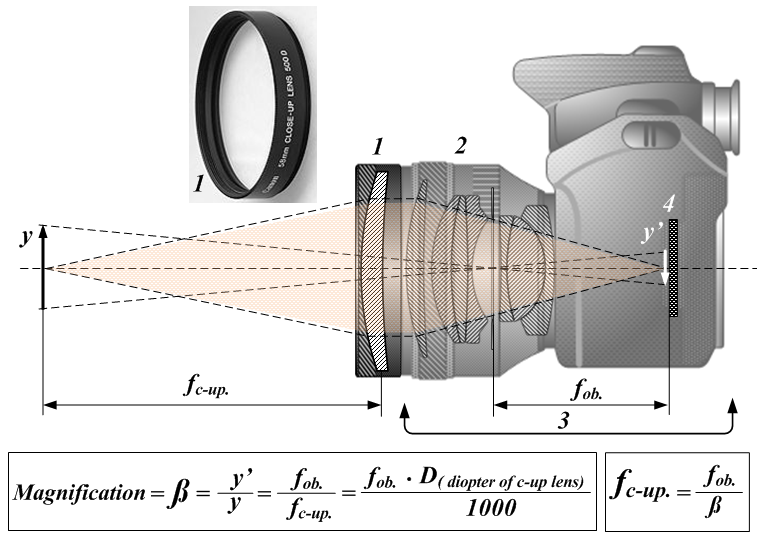
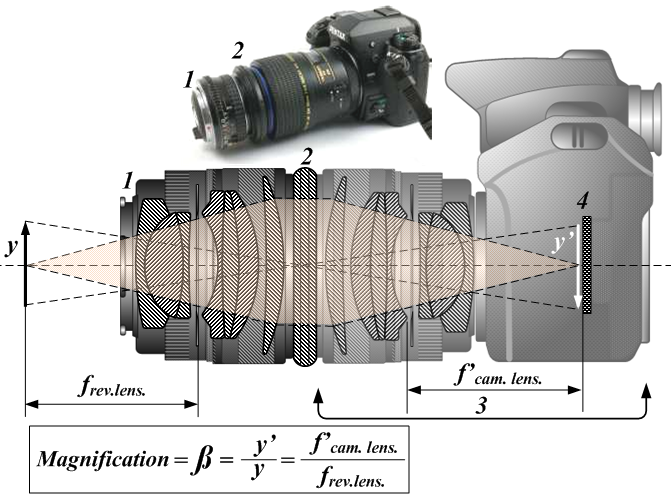
Usage d'un objectif inversé comme bonnette.
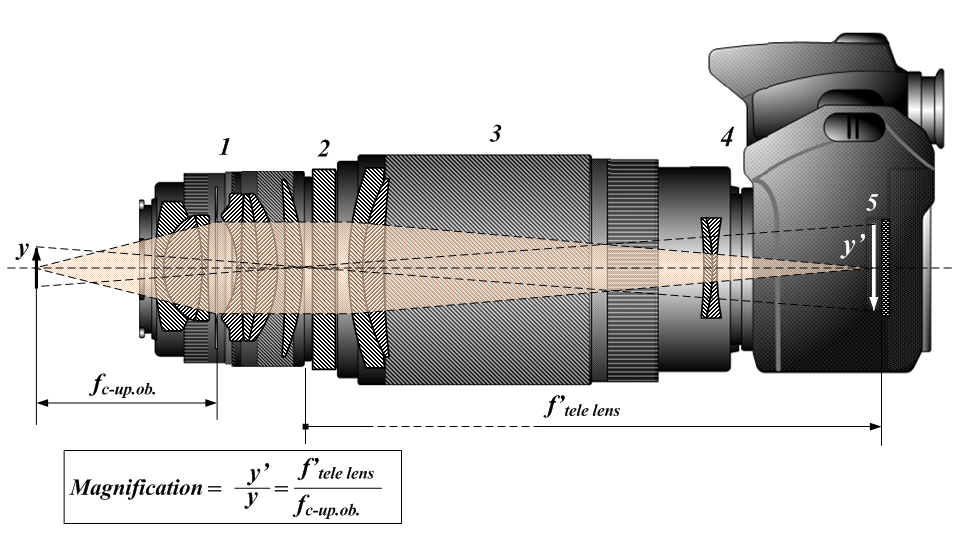
Usage d'un objectif inversé comme bonnette sur un téléobjectif.
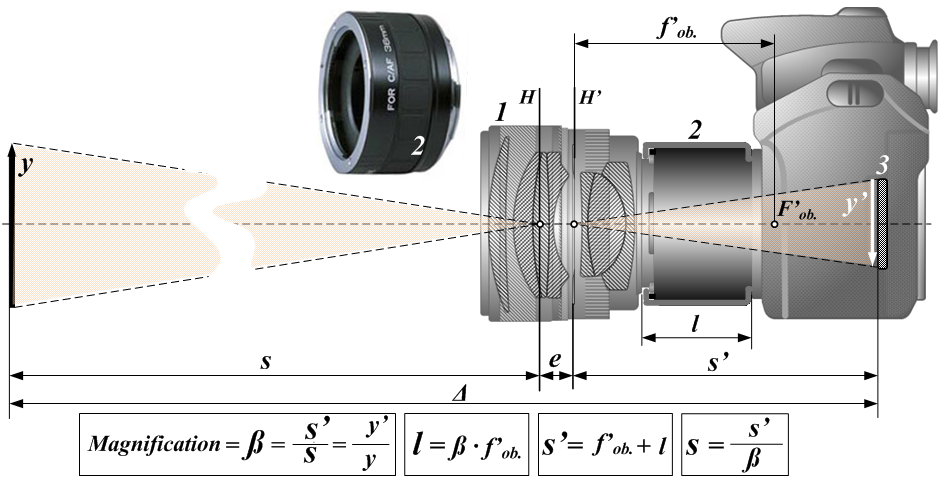
Usage d'une bague allonge.

## Considérations techniques

### Profondeur de champ

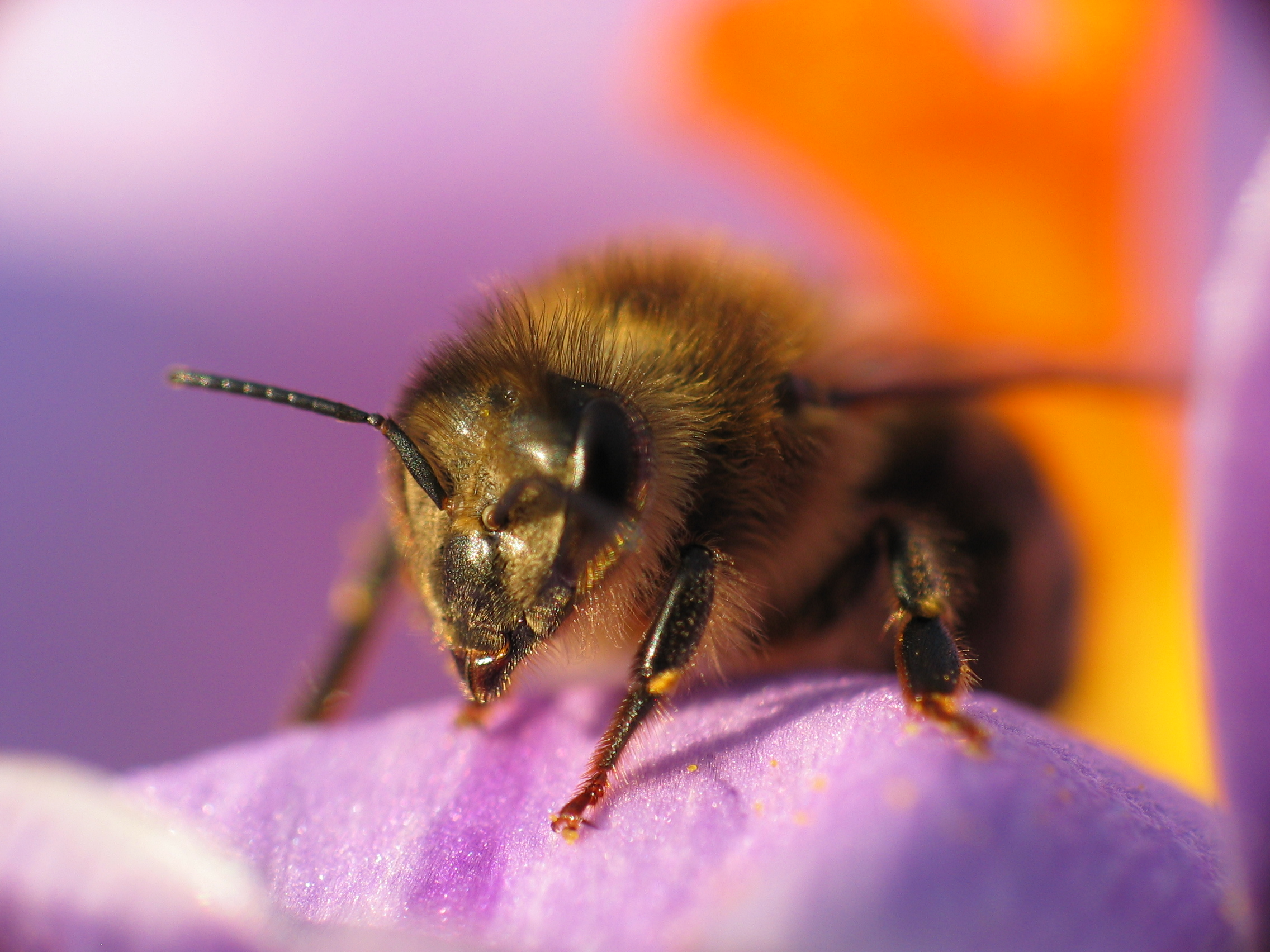
Contrôle de la profondeur de champ

Le contrôle de la profondeur de champ est un point délicat en macrophotographie. Plus le grandissement est important, c'est-à-dire plus le tirage est important avec un objectif donné, plus la profondeur de champ diminue. Au rapport 1:1 et au-dessus, l'intervalle de netteté varie rapidement de quelques centimètres à quelques millimètres. Il est donc difficile d'obtenir d'un sujet relativement important en taille qui soit entièrement net à partir d'un certain seuil de grandissement. Il faut contrôler régulièrement à l'œil la netteté du sujet, ce qui est difficile si ce dernier est mobile (un insecte ou une fleur ballottée par le vent, par exemple).
Pour augmenter la profondeur de champ, il faut fermer le diaphragme. Cela diminuant la luminosité, l'emploi de flashs, réflecteurs et fonds colorés (naturels ou artificiels) est courant en macrophotographie.
Une autre technique permettant d'augmenter la profondeur de champ pour les sujets statiques est la zédification ou focus stacking.

### Éclairage
En studio, la macrophotographie peut s'effectuer sur un banc de reproduction équipé de lampes du type lumière du jour ou de lampes flash.
En extérieur, on peut utiliser plusieurs types de flash électronique :
- Le flash dit « cobra » est généralement lourd et encombrant mais peut être employé en extension, muni d'un diffuseur pour adoucir la lumière. Il est généralement fixé sur une barrette et relié à l'appareil par un cordon, mais peut aussi être monté sur un pied. Il peut être asservi au flash intégré de l'appareil qui agira comme flash maître.
- Le flash annulaire est généralement employé pour la photo documentaire ou médicale, pour sa luminosité uniforme.

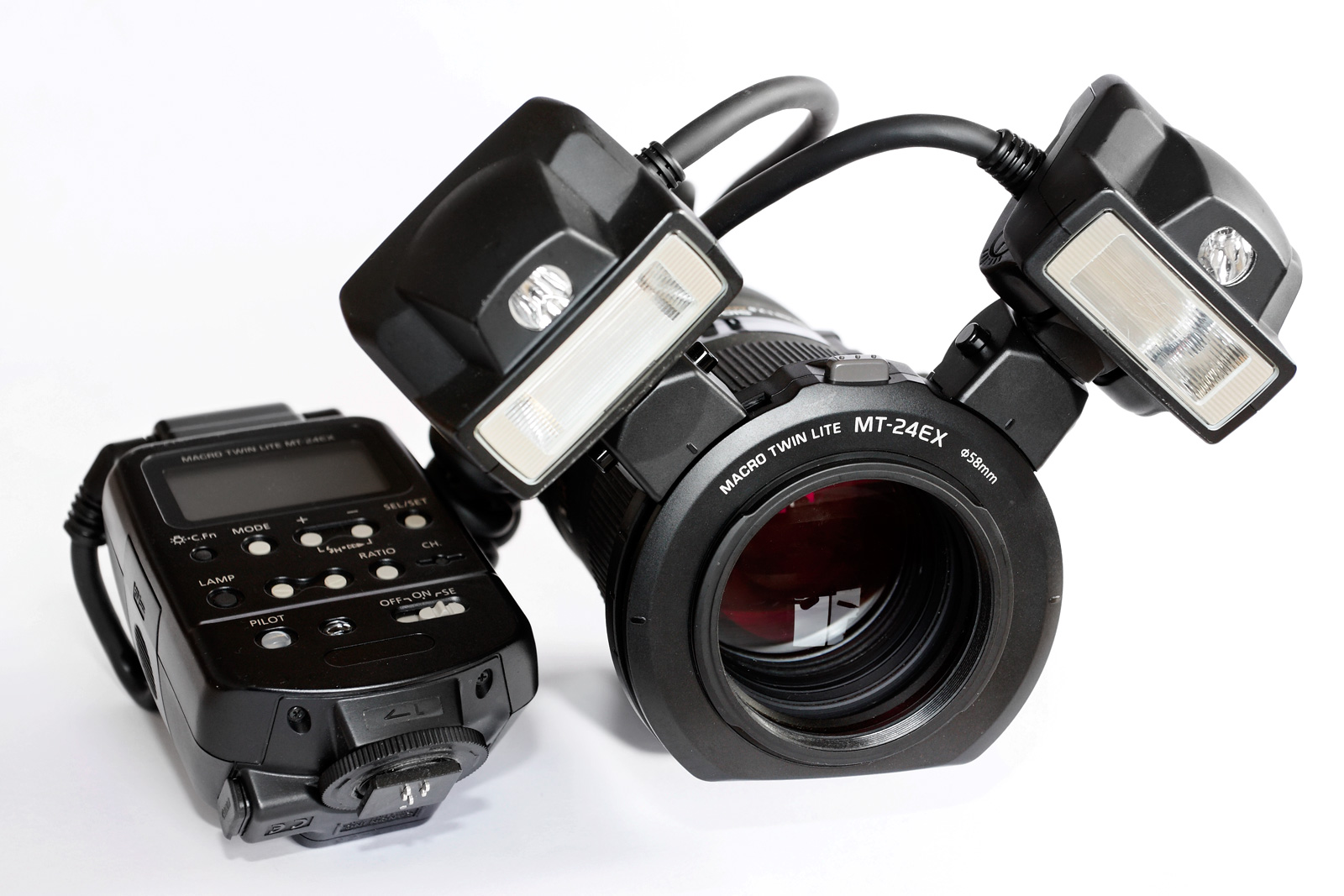
Mini-flashes montés sur l'objectif

- Les mini-flashes macro sont des petits flashes fixés de part et d'autre d'une couronne placée à l'avant de l'objectif. Ils sont directionnels et réglables séparément. Les systèmes modernes ne demandent plus de liaison filaire.

Peuvent se superposer à cet éclairage spécifique, des solutions palliatives plus ou moins efficaces :
- les éclairages du type endoscope, constitués de deux ou trois faisceaux lumineux voyageant à travers des câbles de fibre optique ;
- les lampes frontales de type halogène ;
- les éclairages de type LED (employés entre autres sur certains flashes annulaires) ;
- lampes torches à forte puissance (parfois employées pour la chasse aux noctuidés).

## Quelques sujets en macrophotographie

Misumena vatia, femelle ayant adopté la couleur de la fleur

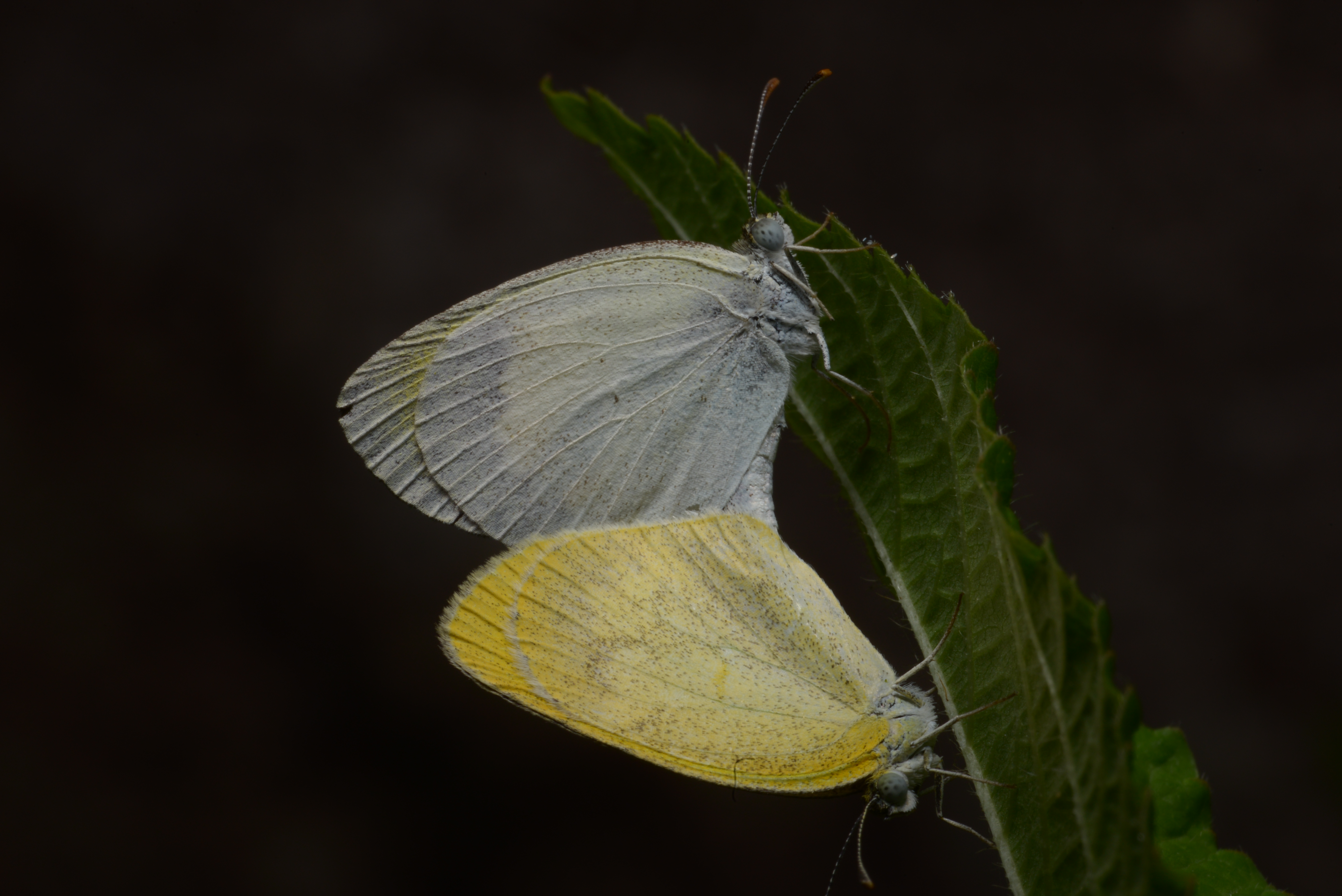
Eurema Daira

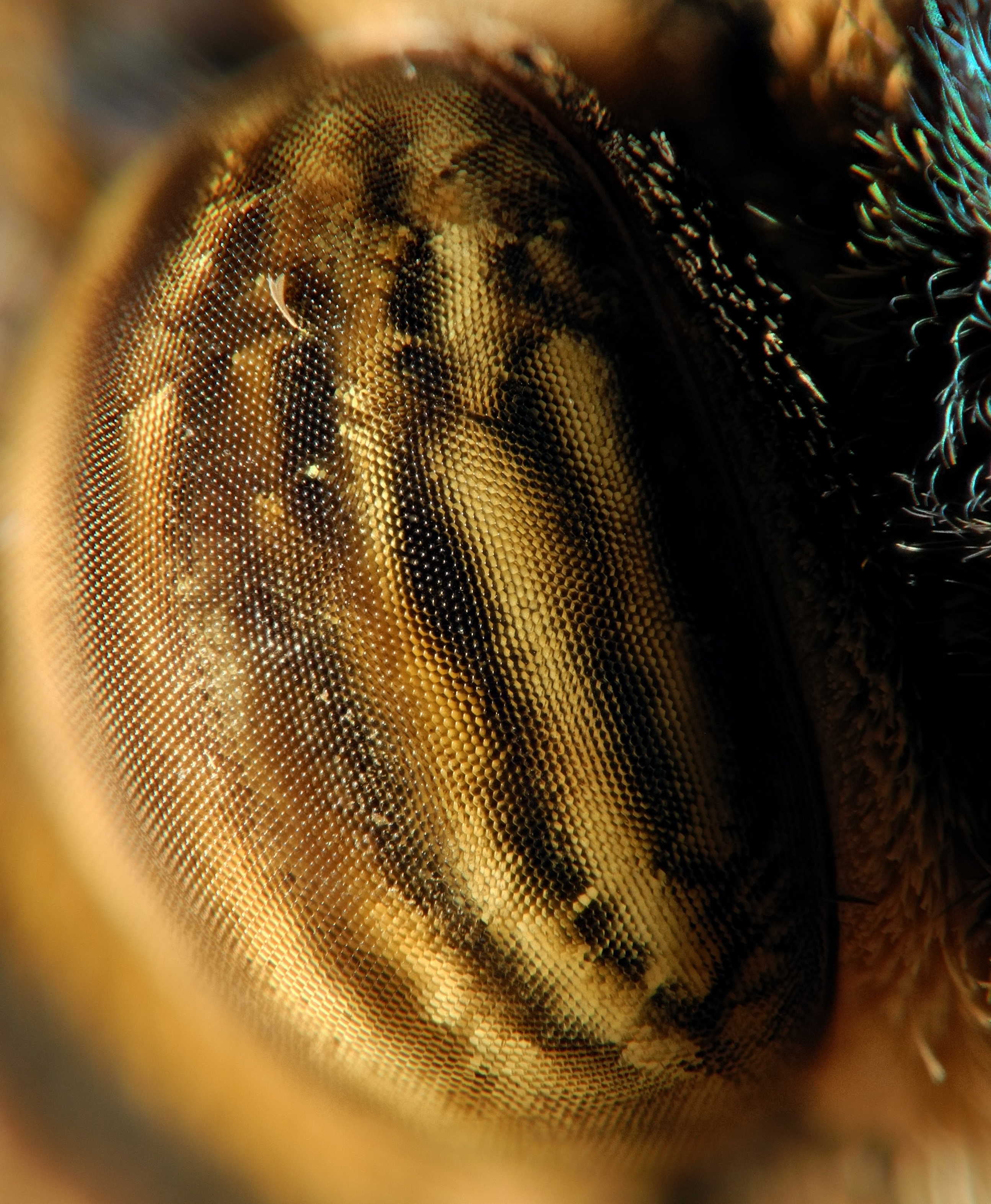
Œil d'un papillon (rapport de grandissement 1:1).
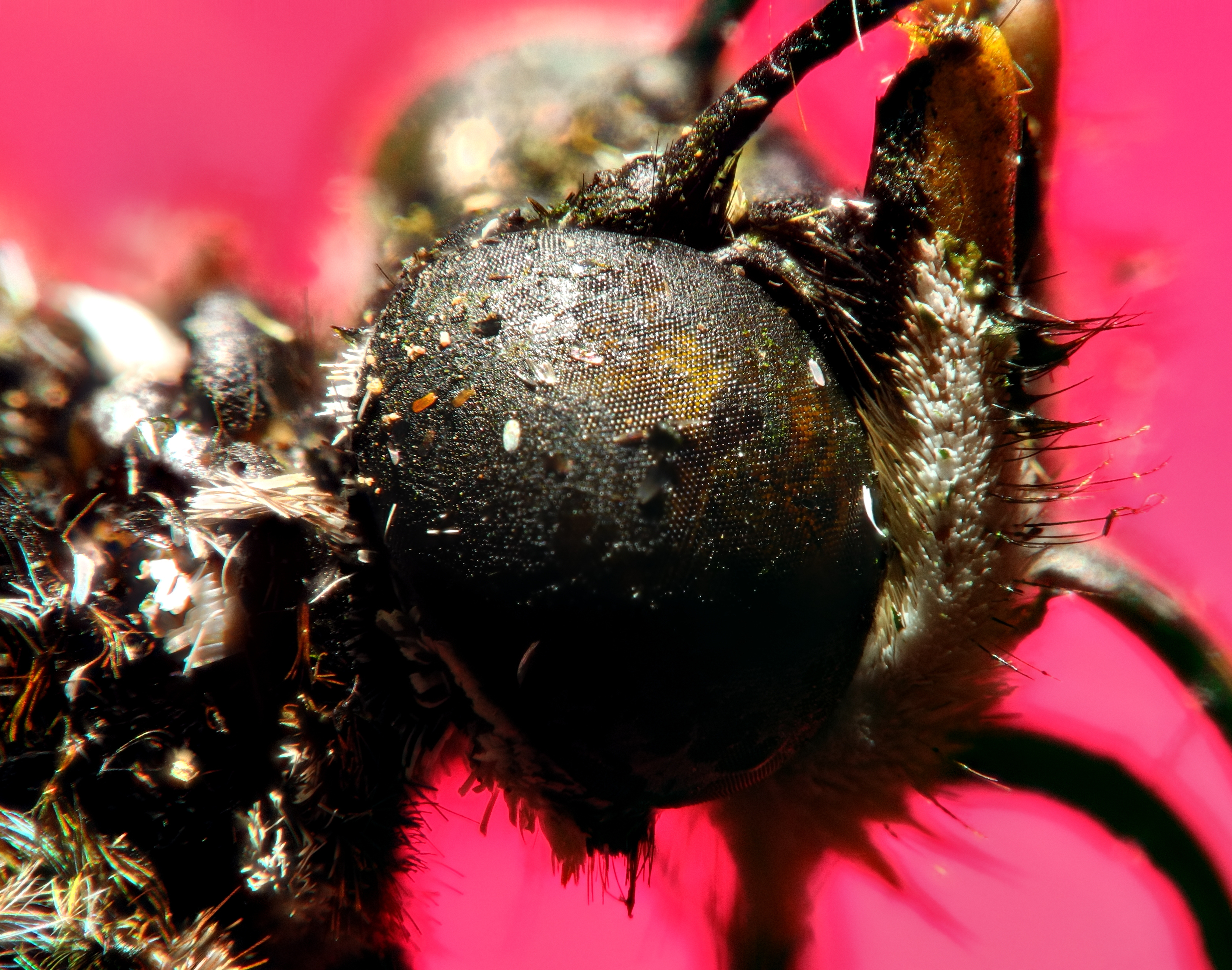
Tête d'un papillon (rapport de grandissement 1:1).
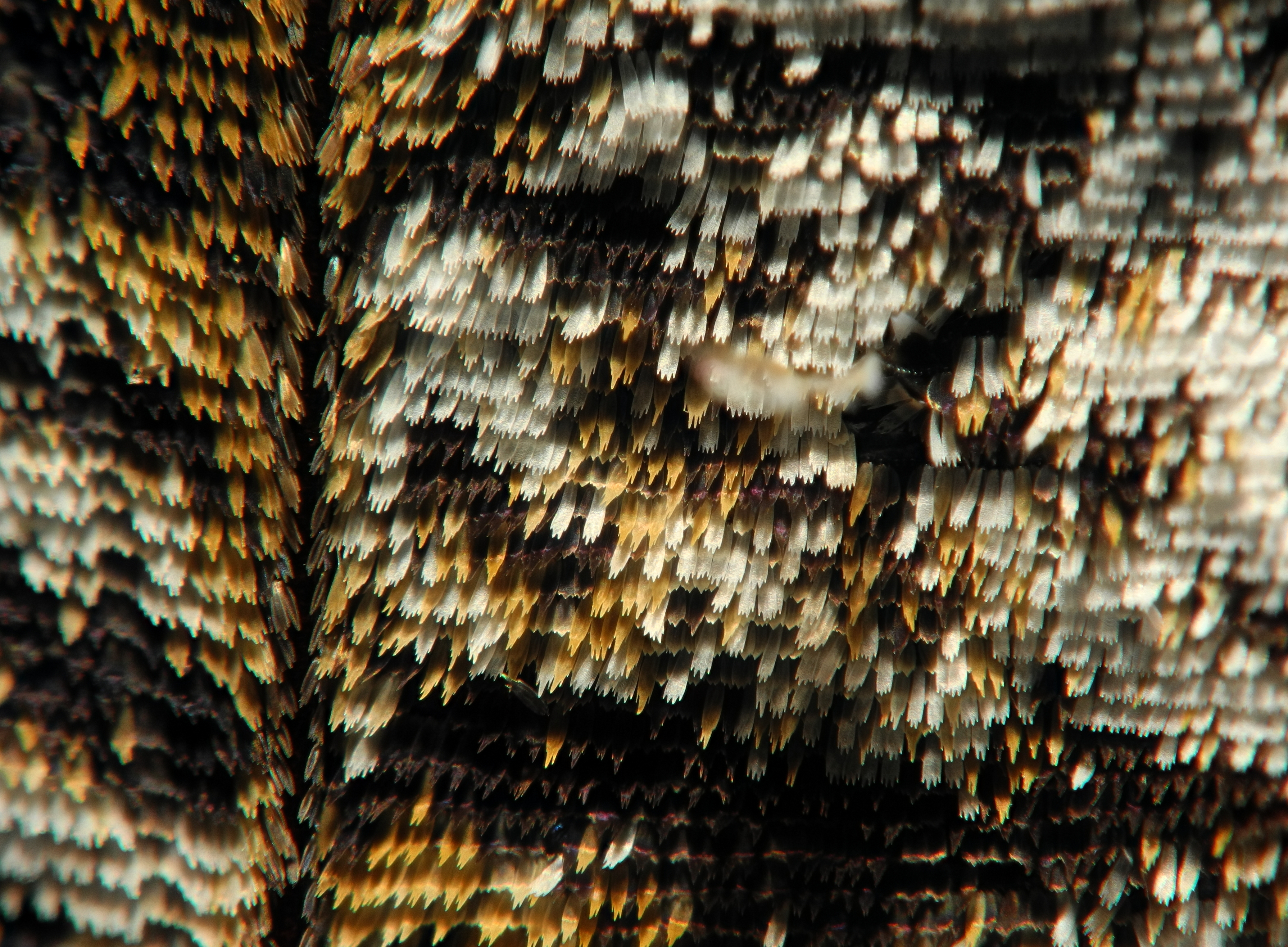
Aile d'un papillon (rapport de grandissement 1:1).
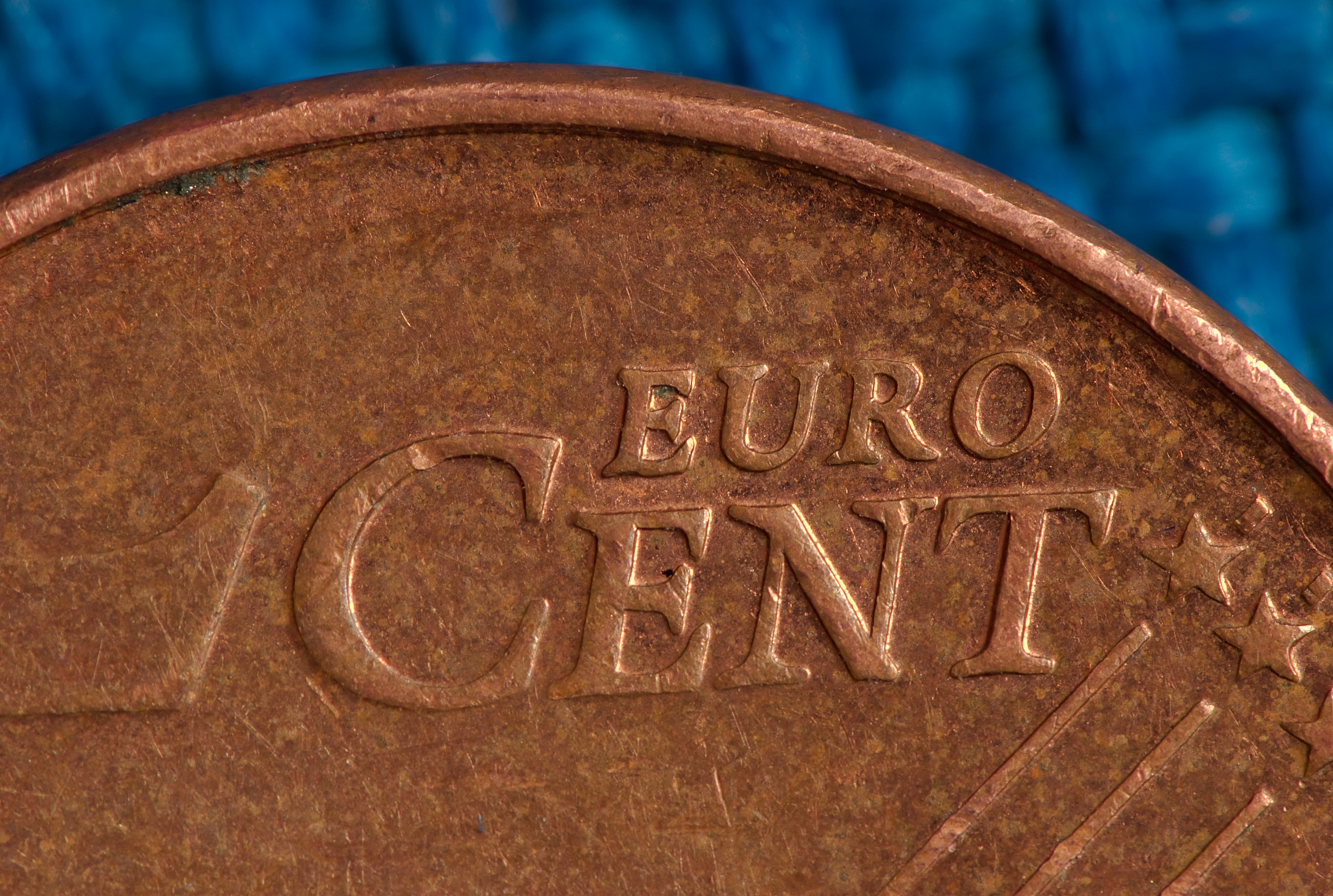
Rapport de grandissement 2:1 zone photographiée : 11,8 mm capteur : 23,6 mm.
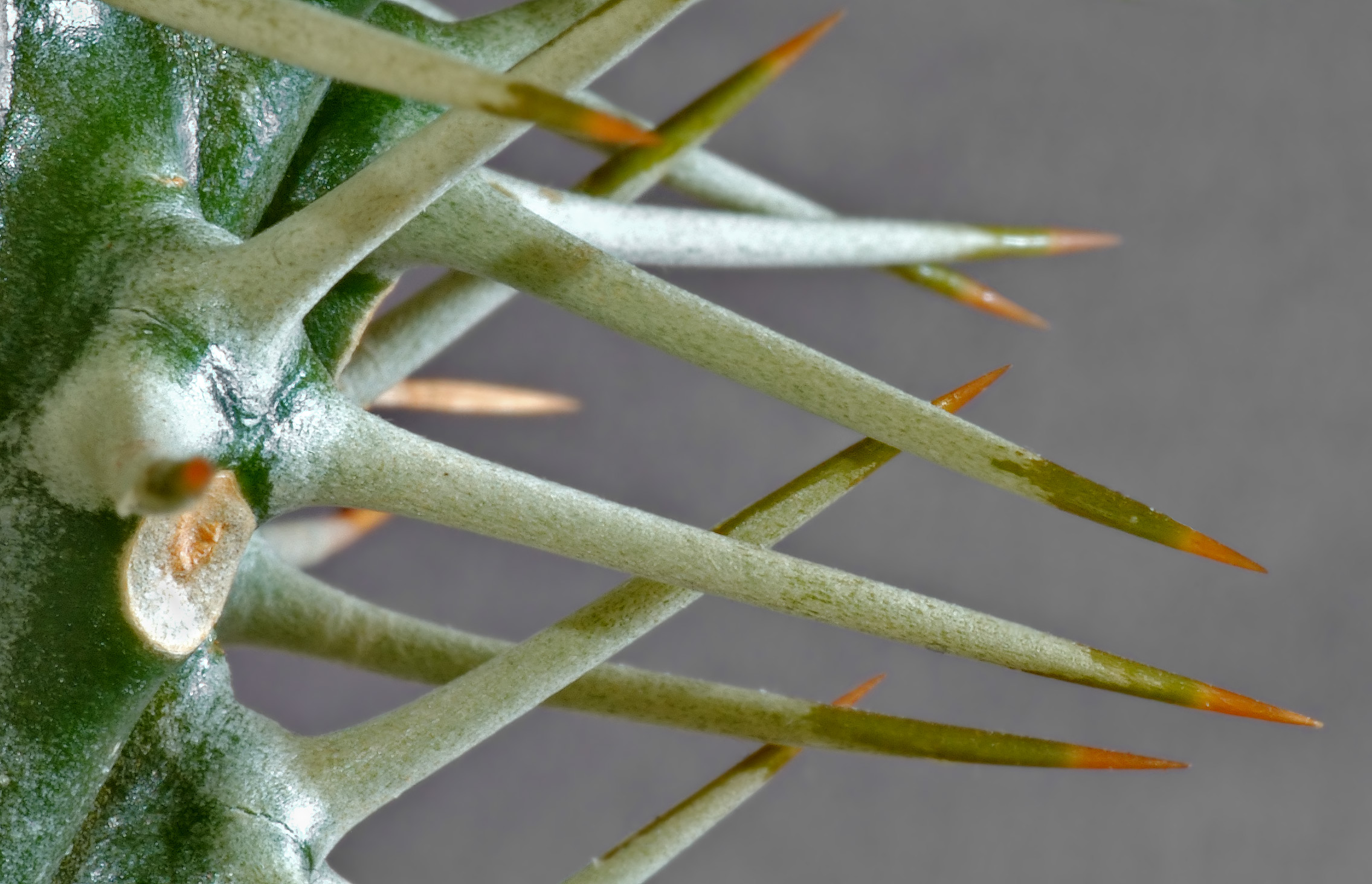
Épines de Pachypodium.
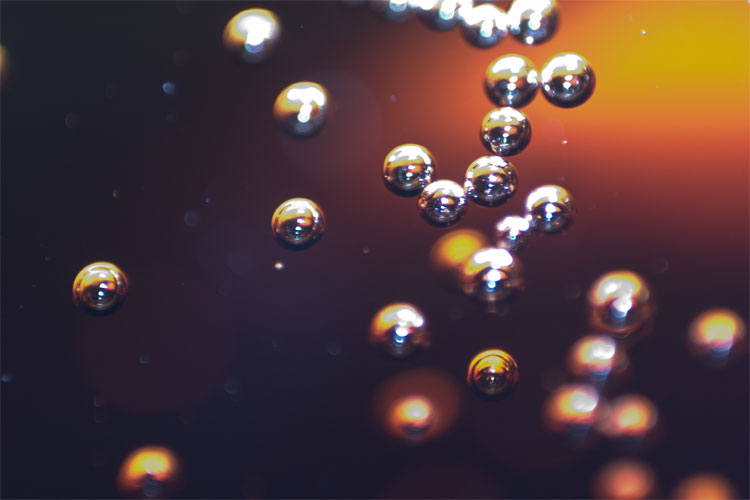
Bulles de soda.
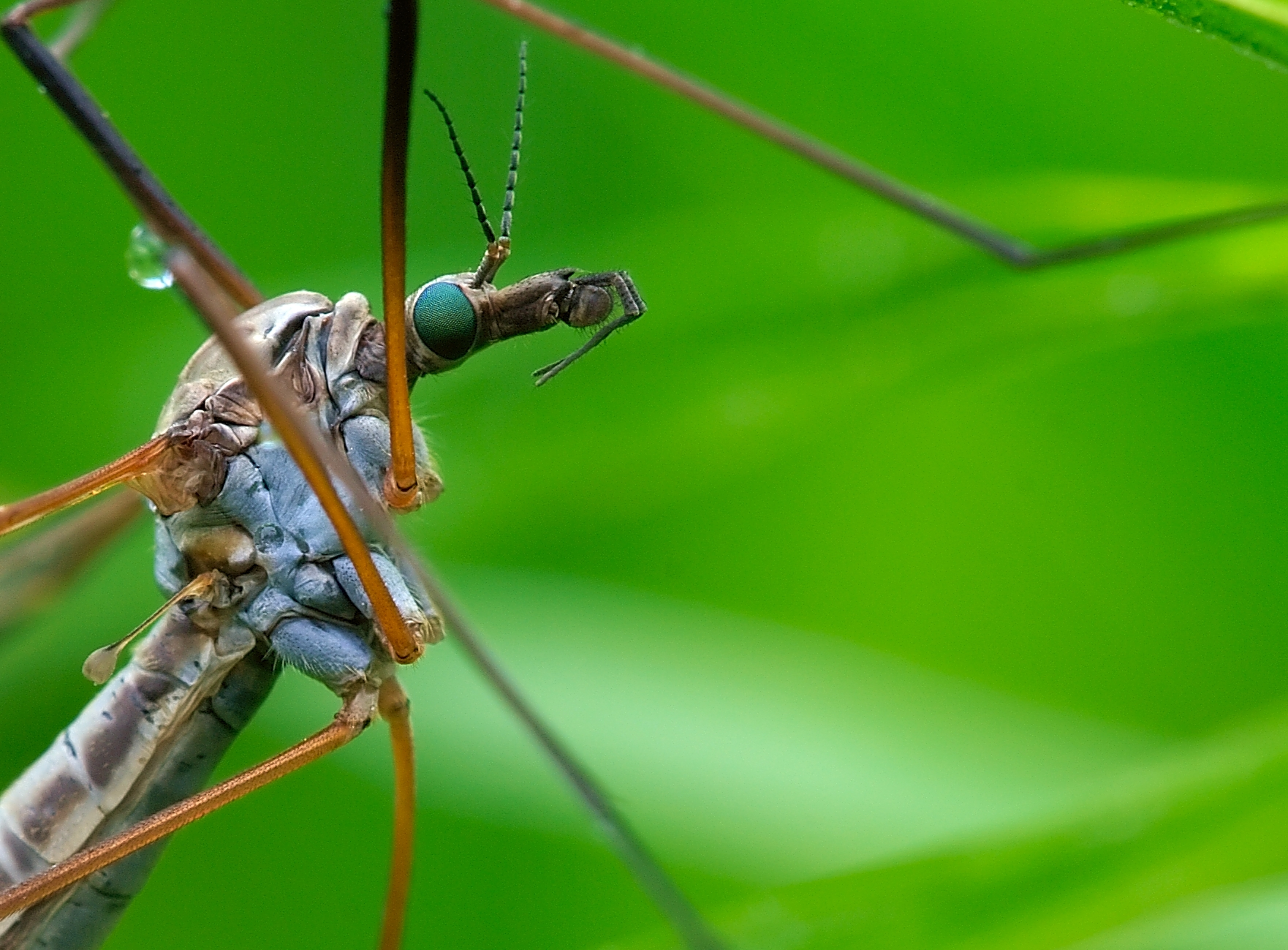
Tête d'une tipule.
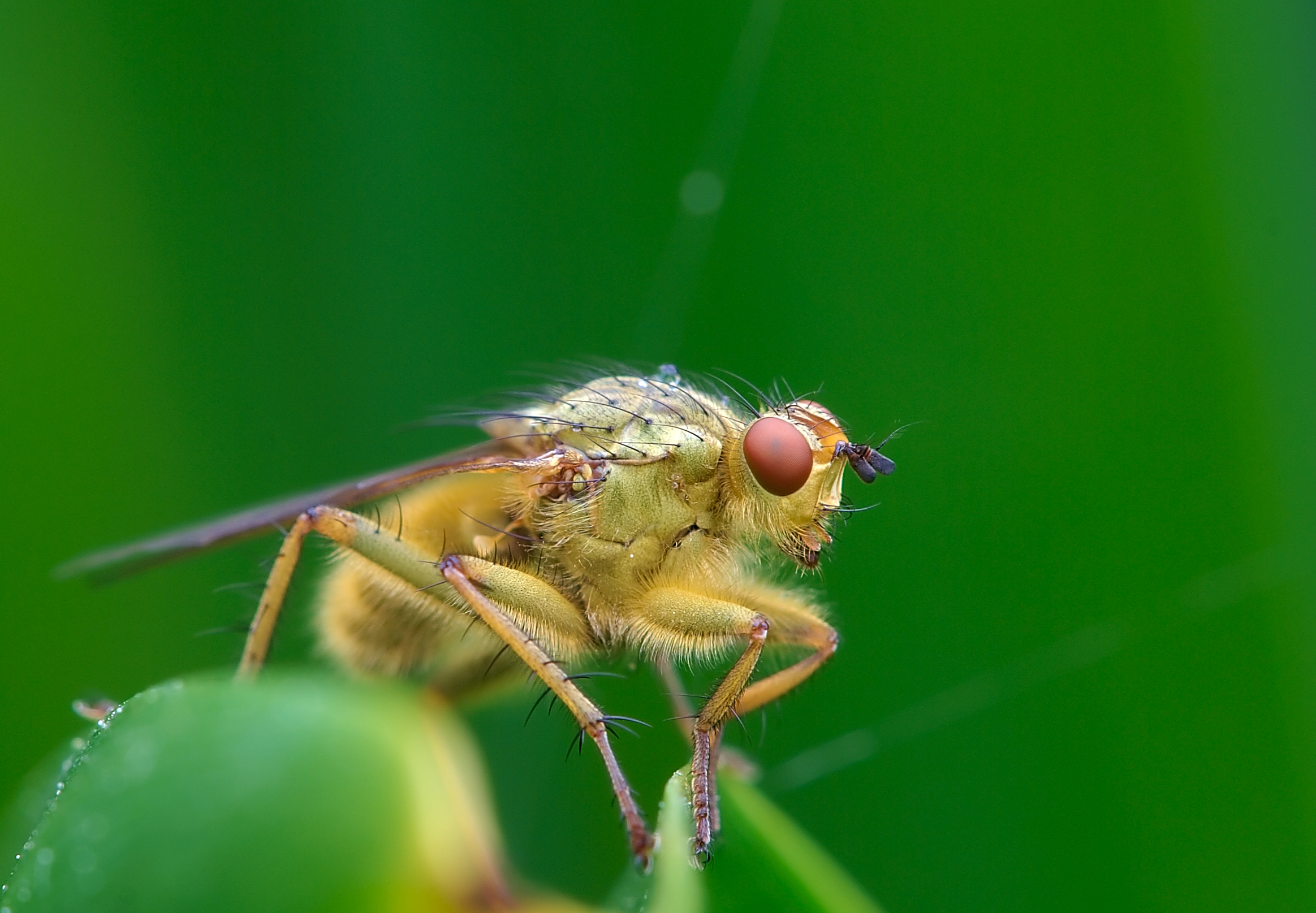
Mouche du fumier.
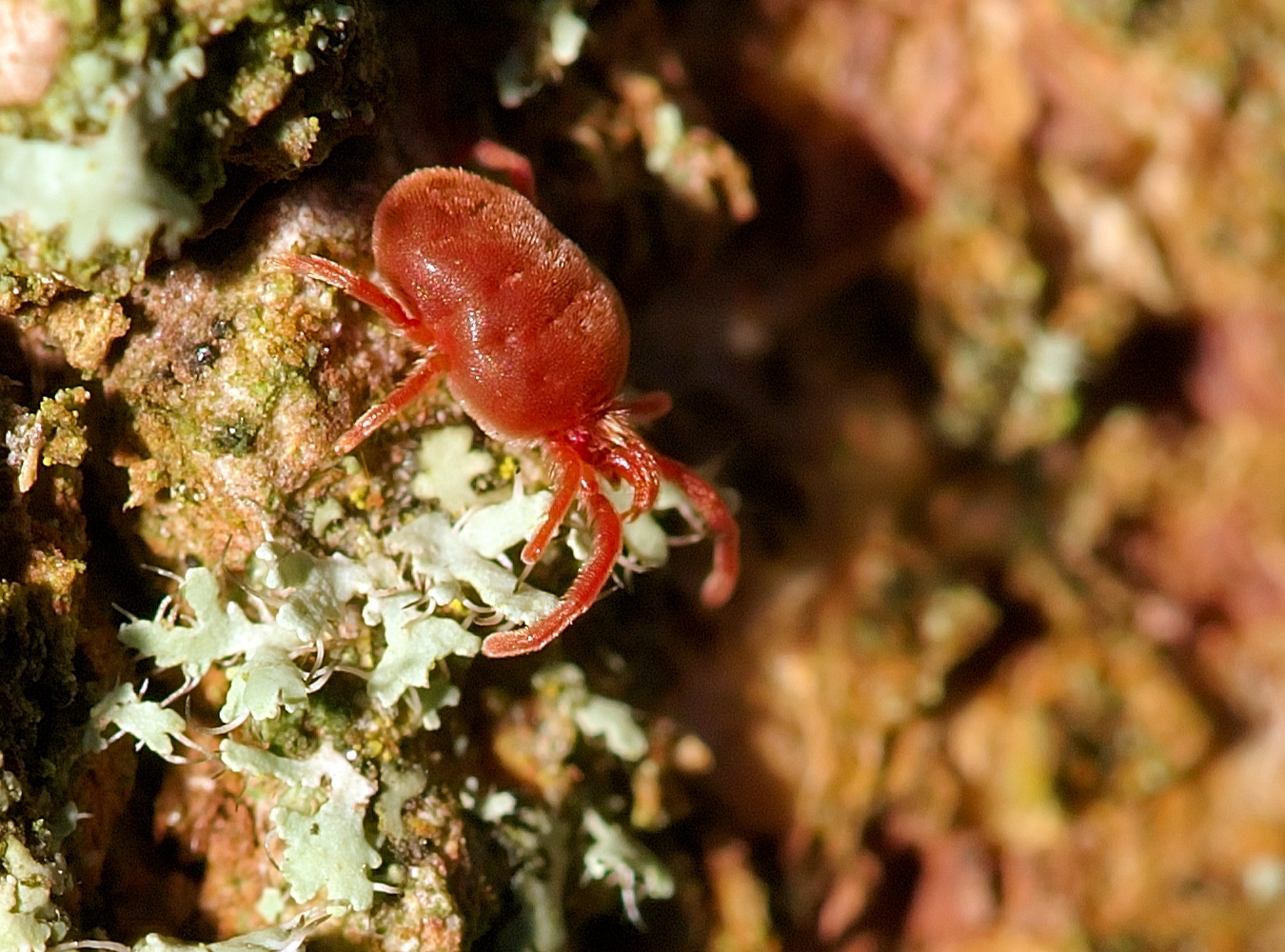
Un acarien.
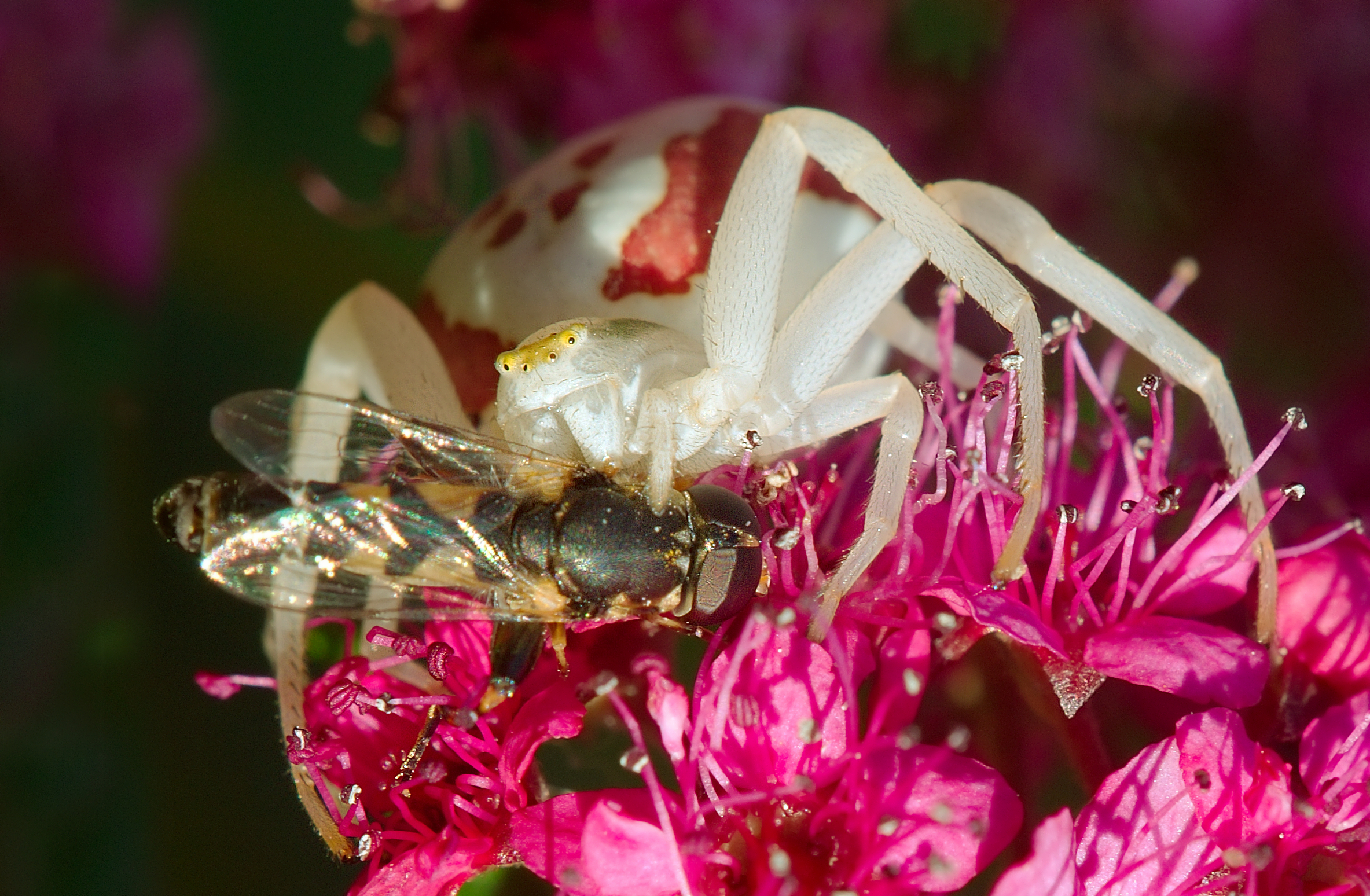
Une petite araignée sur une fleur.
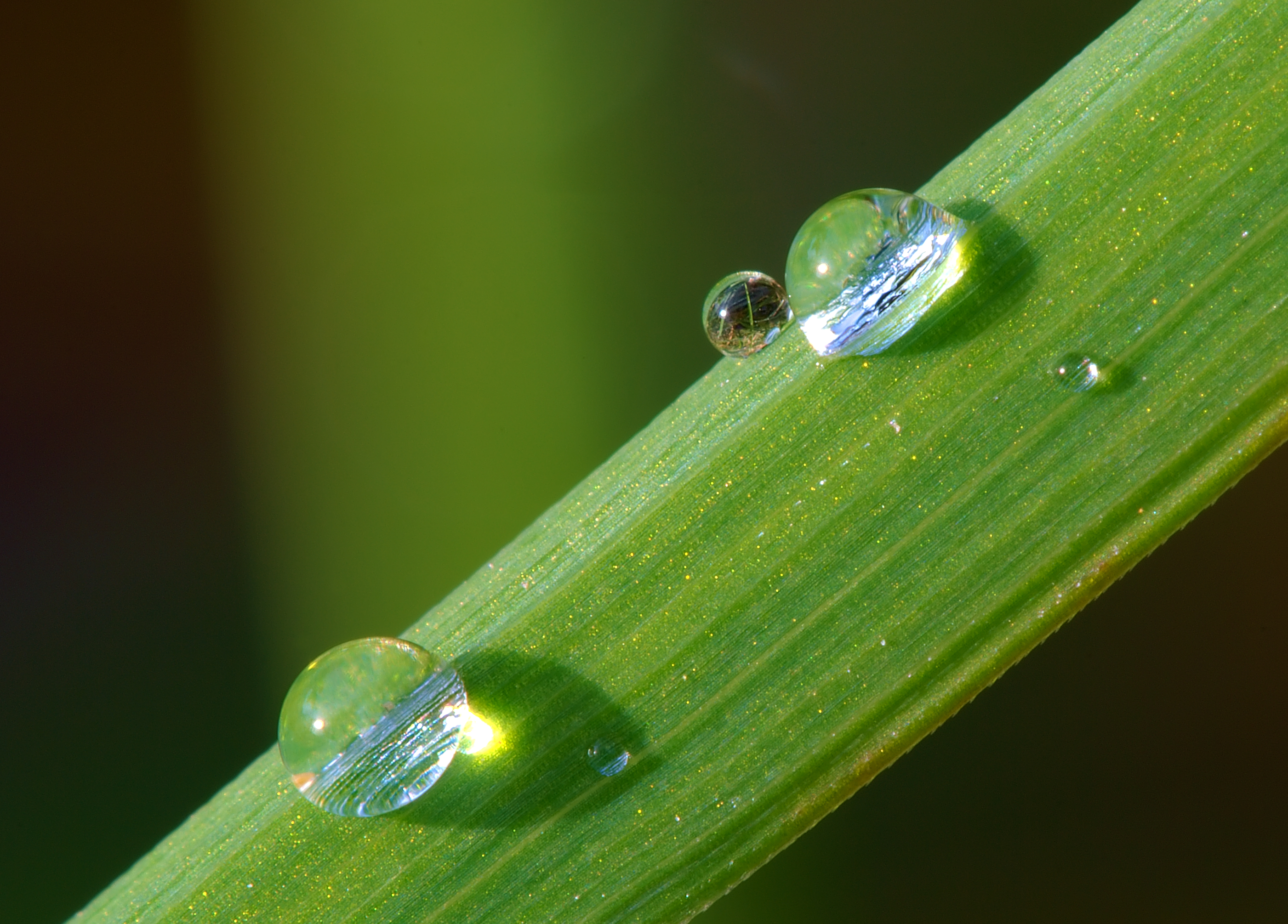
Gouttes de rosée rapport 2:1 (300 mm de focale).
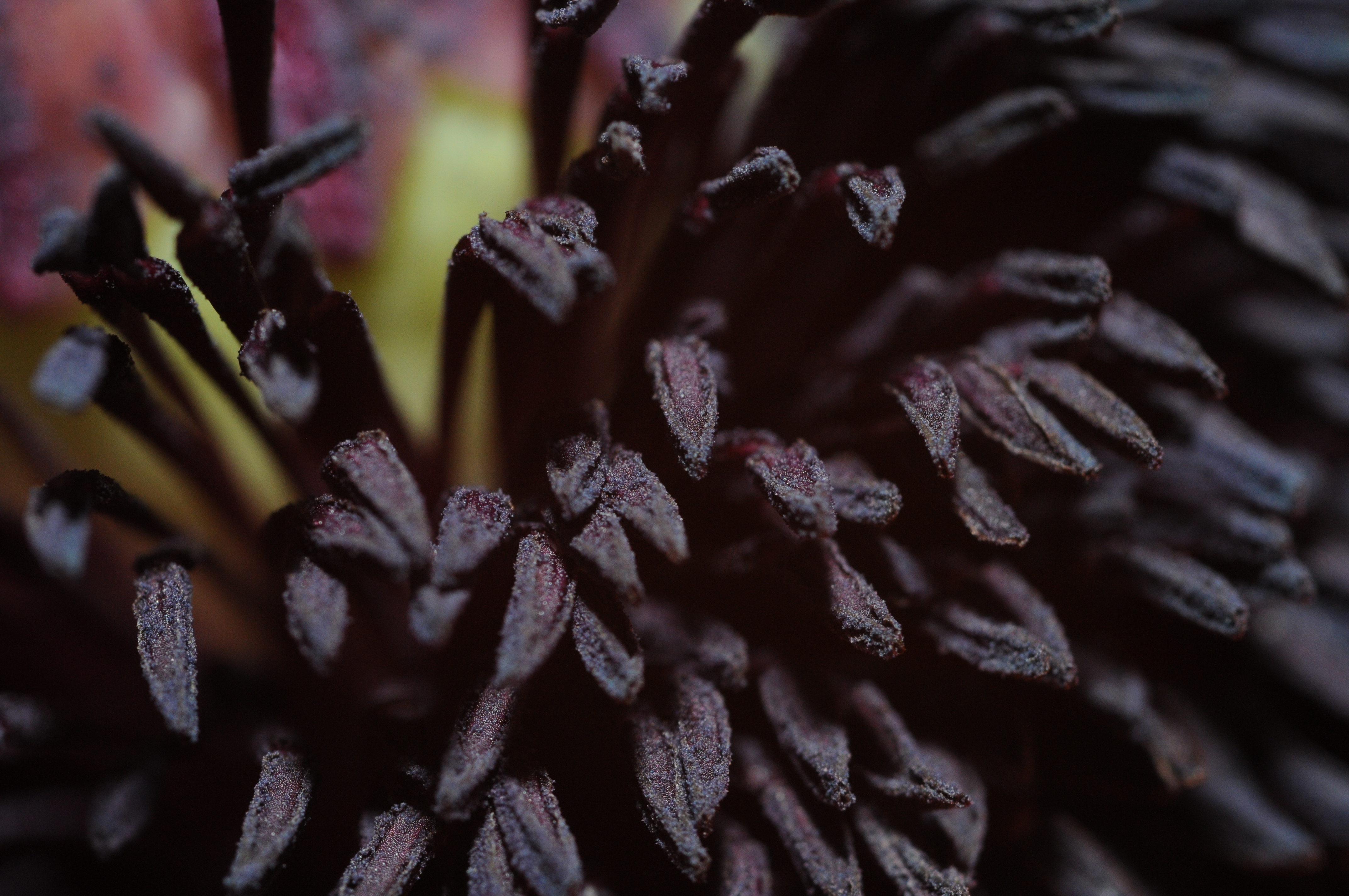
Étamines de fleur de pavot d'orient.
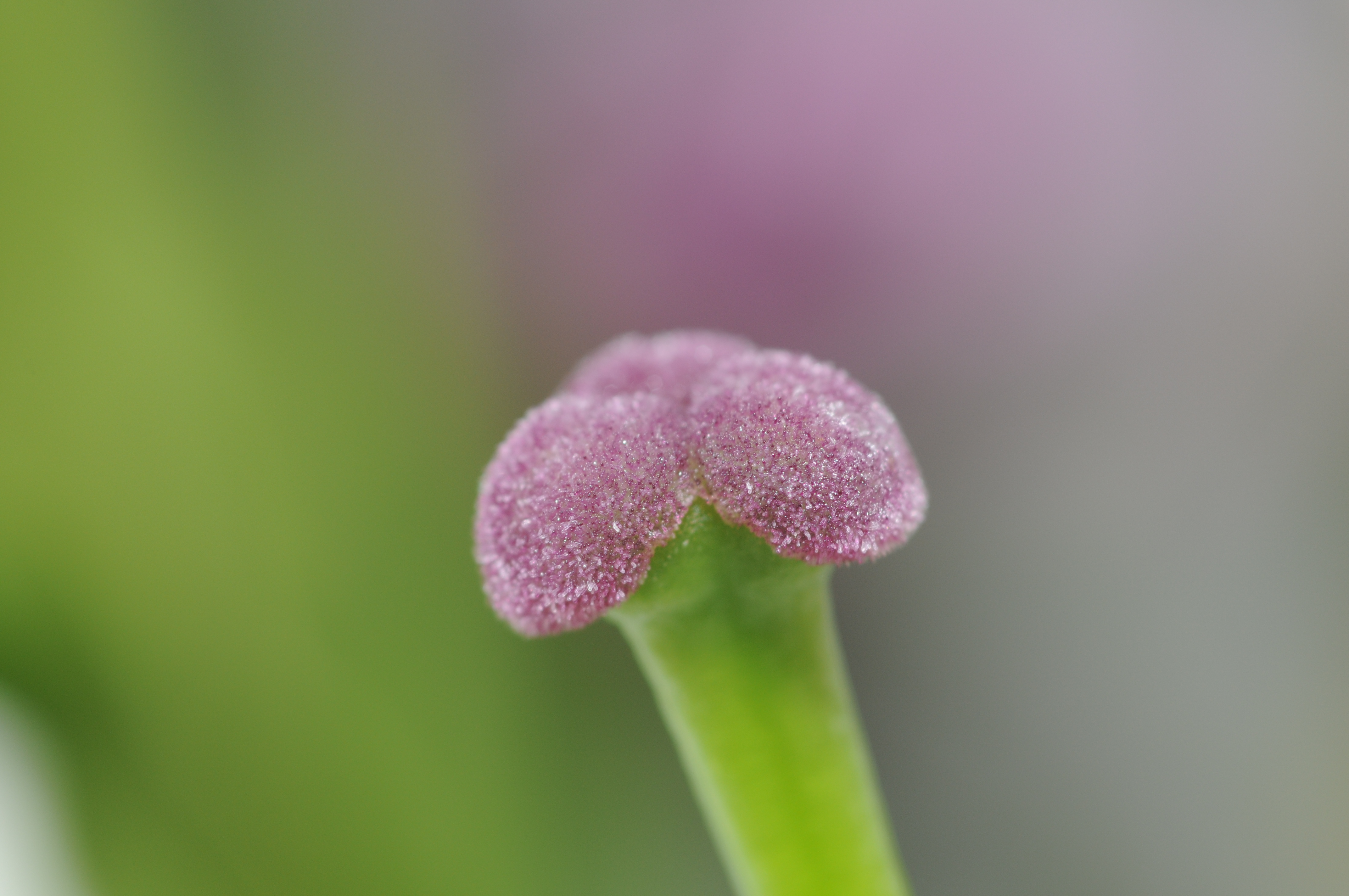
Pistil.
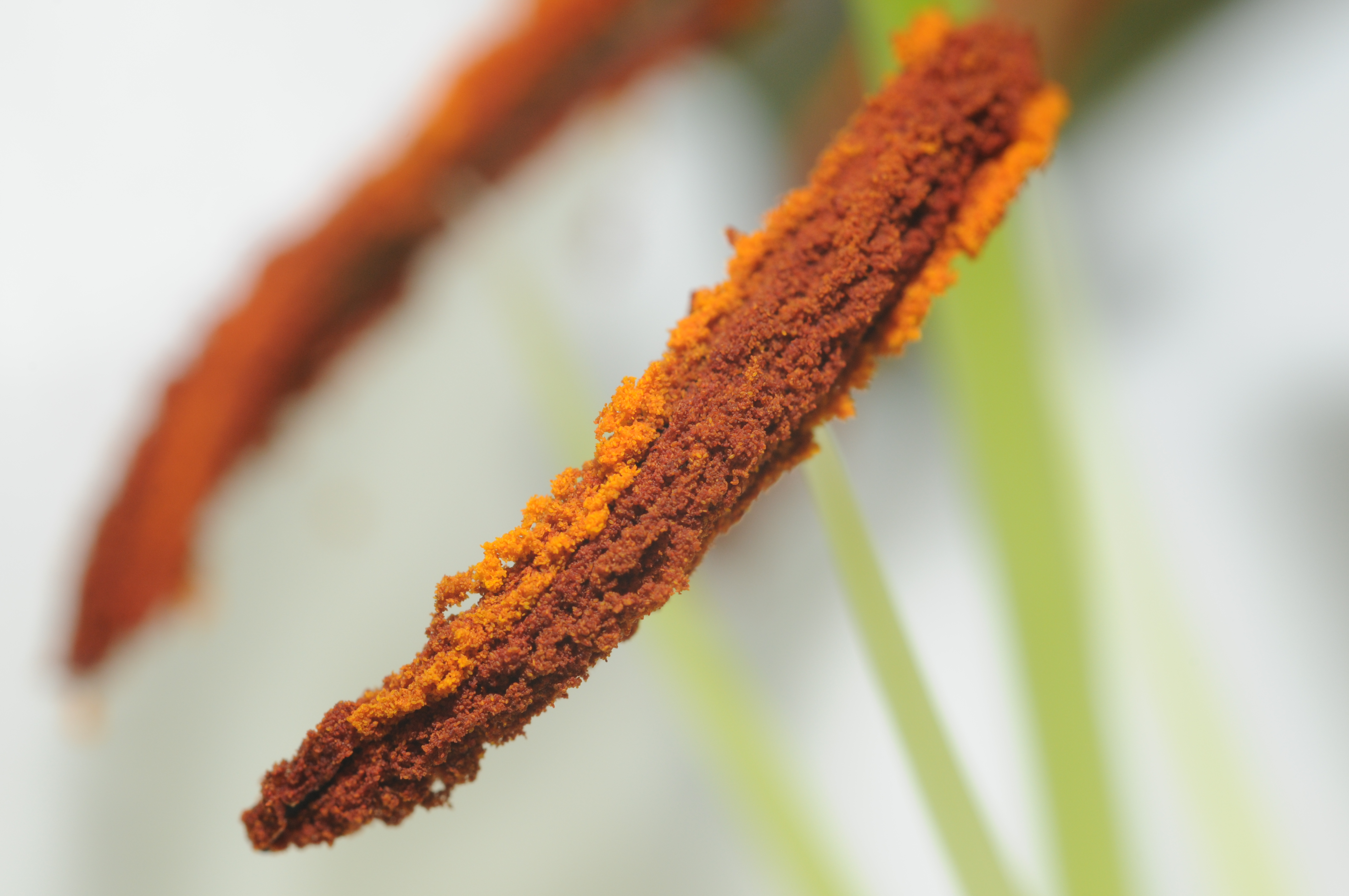
Étamines.
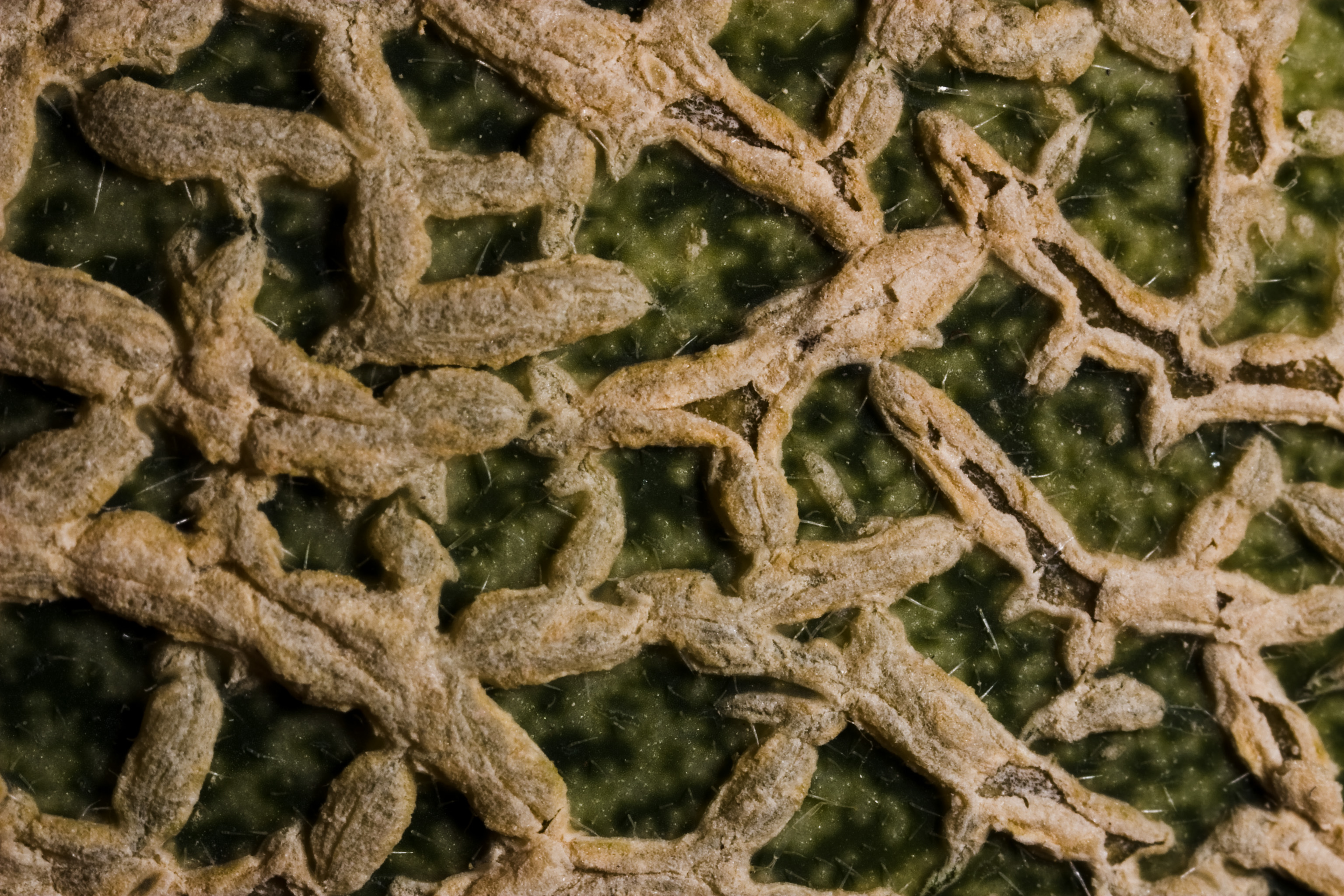
La peau d'un cantaloup nord-américain pris avec un Canon MP-E 65mm f/2.8 1–5× Macro monté sur un Canon EOS 10D.
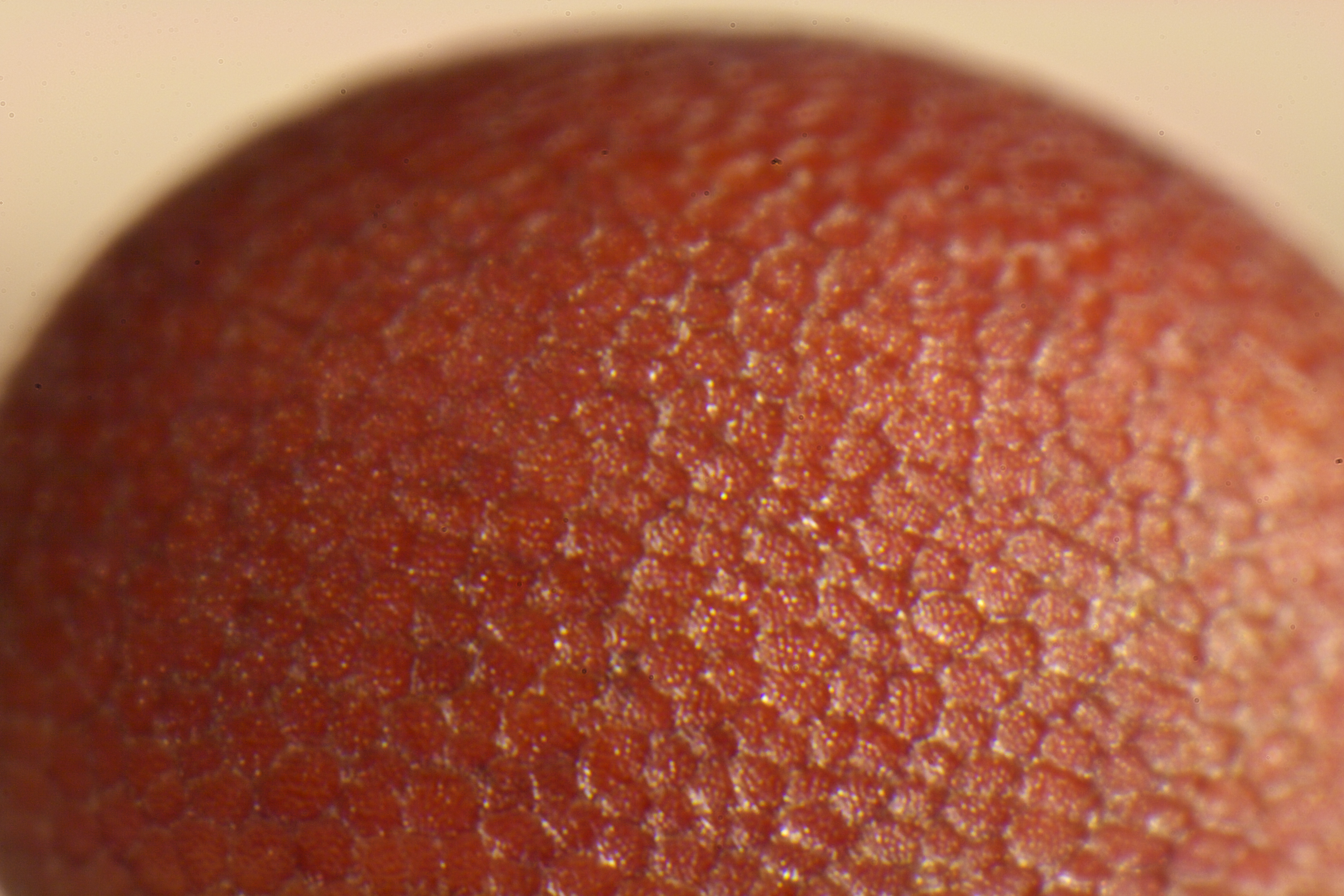
Grandissement à 11:1 d'une graine de moutarde, prise avec un objectif Canon EF 14mm inversé monté sur un Canon EOS 400D à f/11.
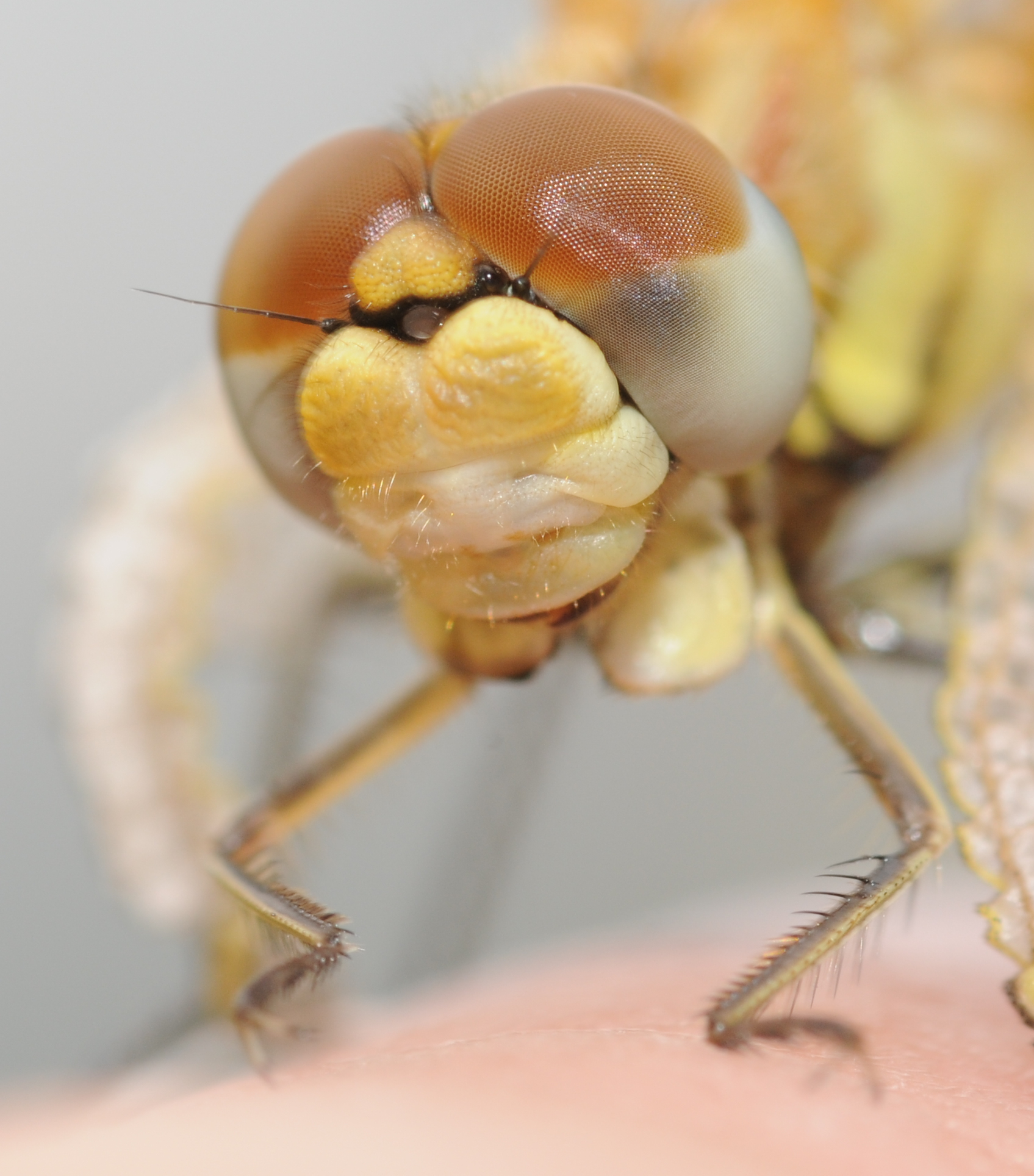
Tête d'une libellule au rapport 1:1.
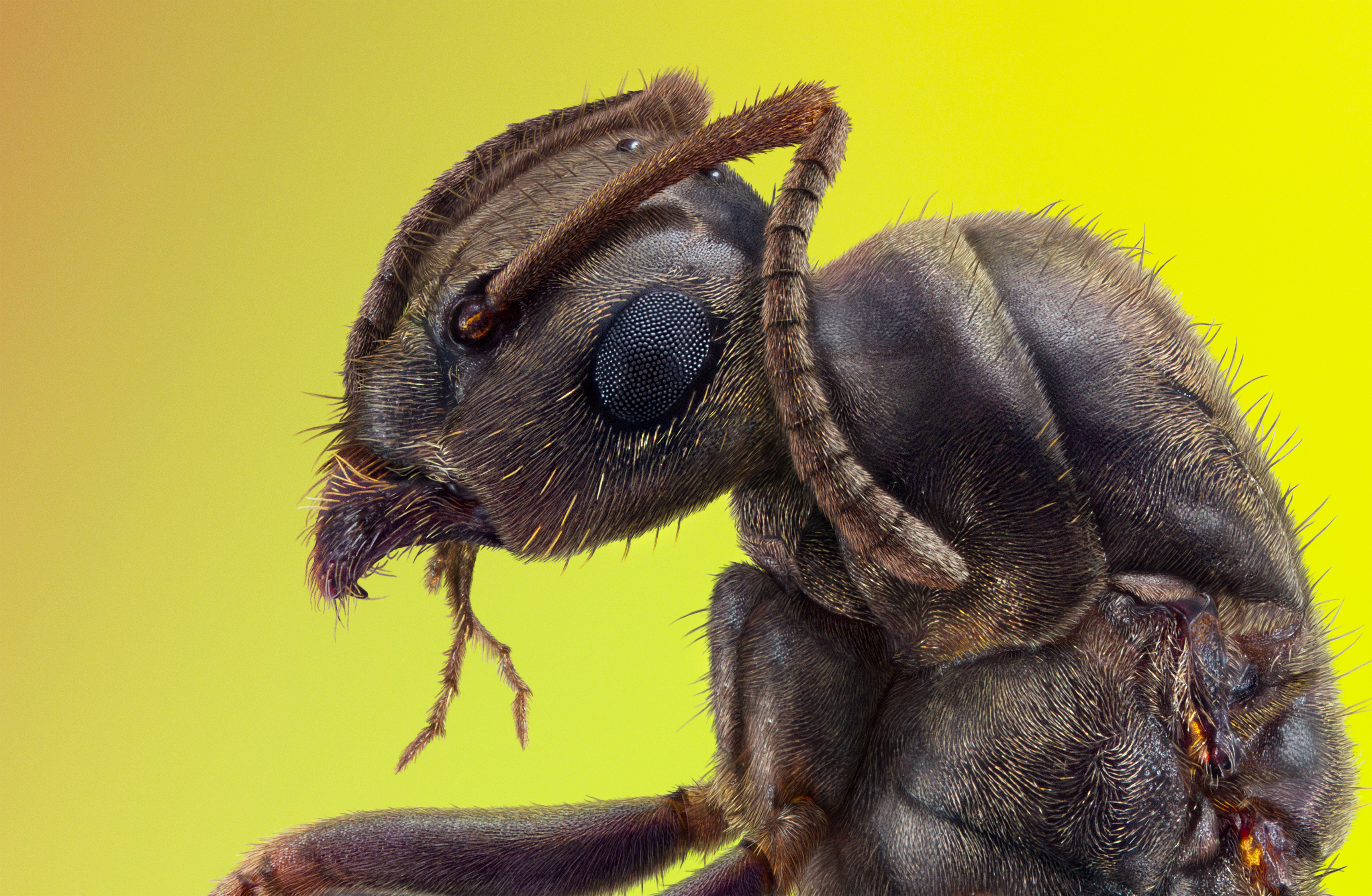
Tête de fourmi.

## Proxiphotographie
En général, il est impossible d'atteindre cette taille avec les zooms dits « macro » ou avec la position « macro » de la plupart des appareils photo numériques compact et bridge dont les capteurs sont minuscules. Le plus souvent, les clichés obtenus avec ces appareils relèvent de la proxiphotographie.

## Micro minéralogie: objectifs macro et bagues allonges

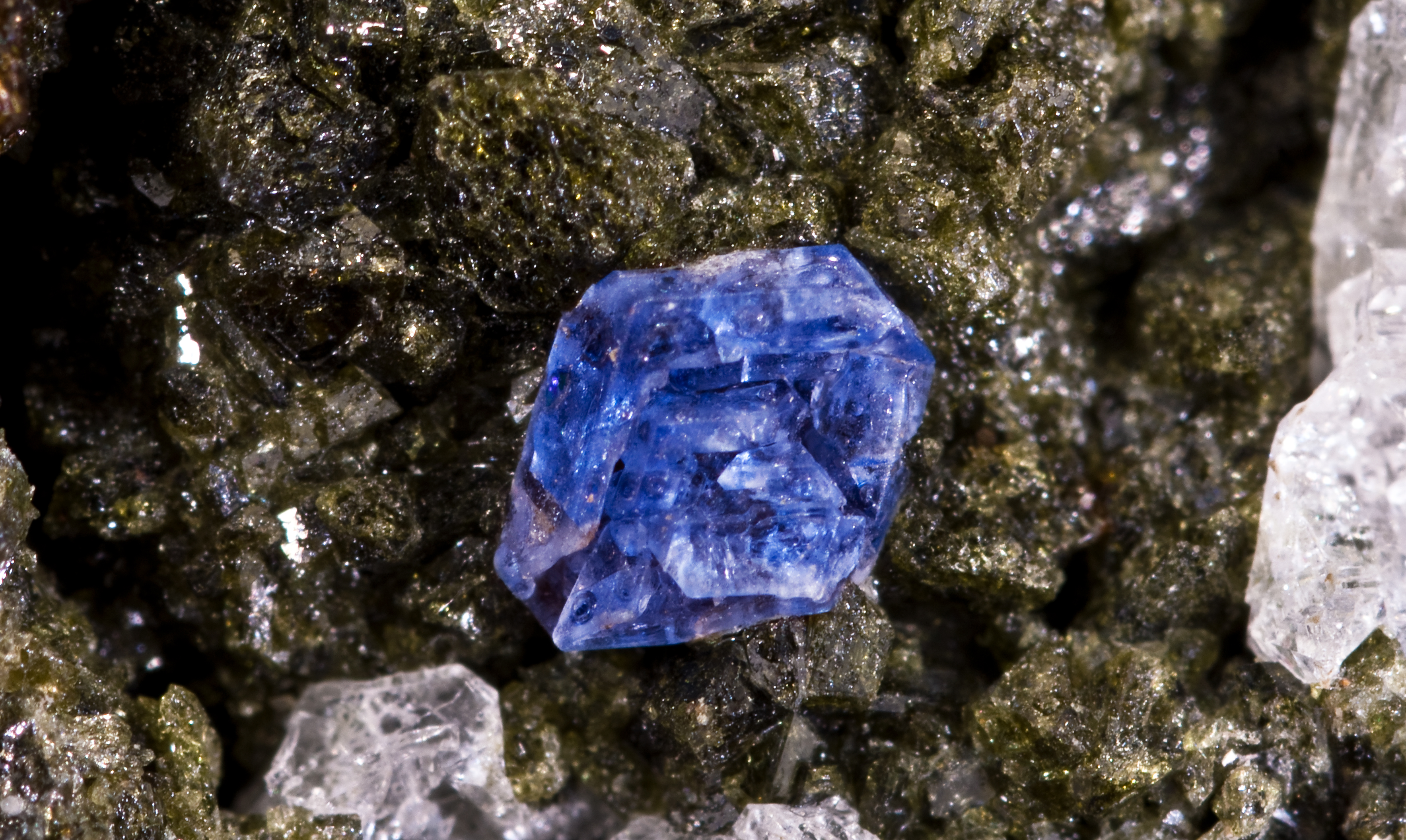
Haüyne - Somma-Vésuve, Naples, (cristal 2 mm). Noter les bulles gazeuses visibles dans le cristal.
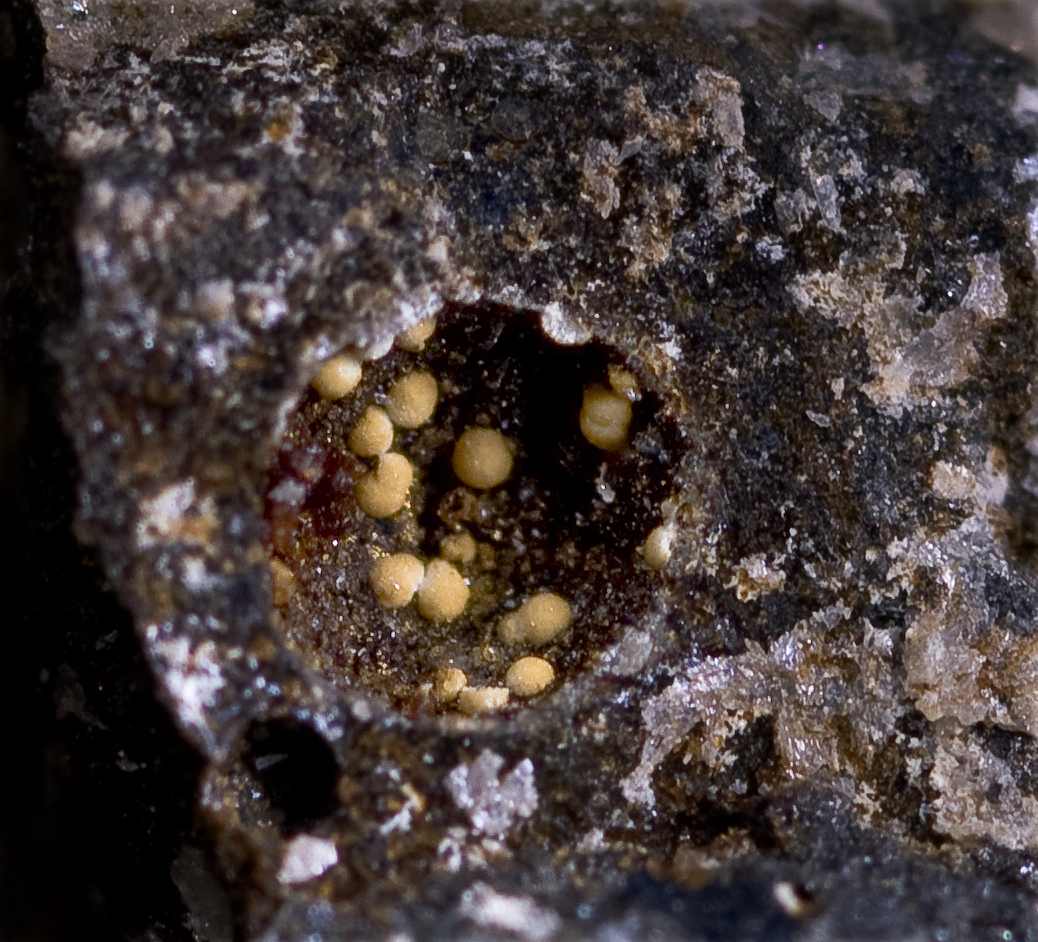
Heliophyllite - Grèce - (Sphères 225 µ).
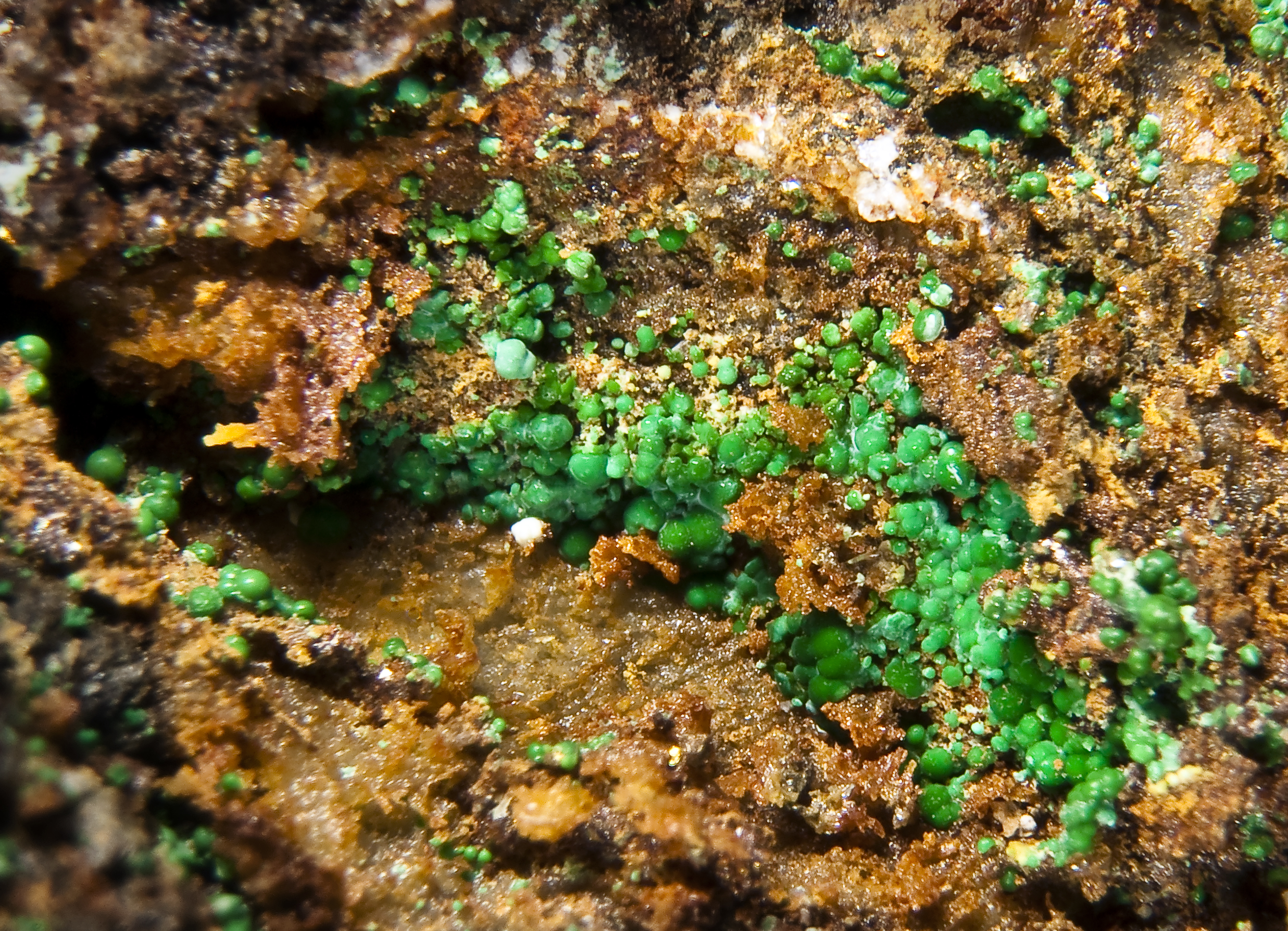
Cornubite Salsigne France(vue 1 cm ;taille des sphères 0,25 mm).
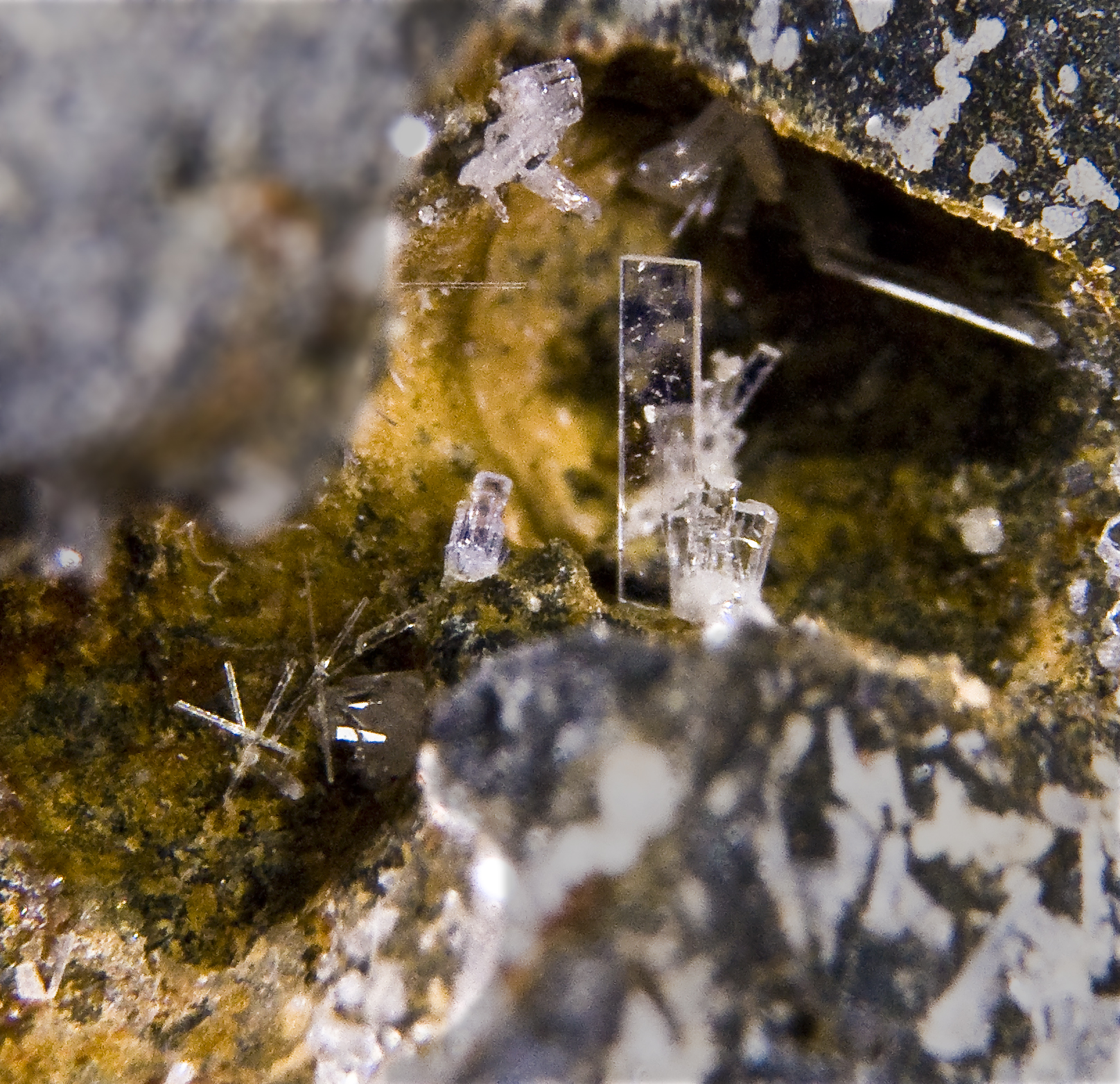
Paralaurionite - Grèce -(vue 0,6 × 0,5 cm).
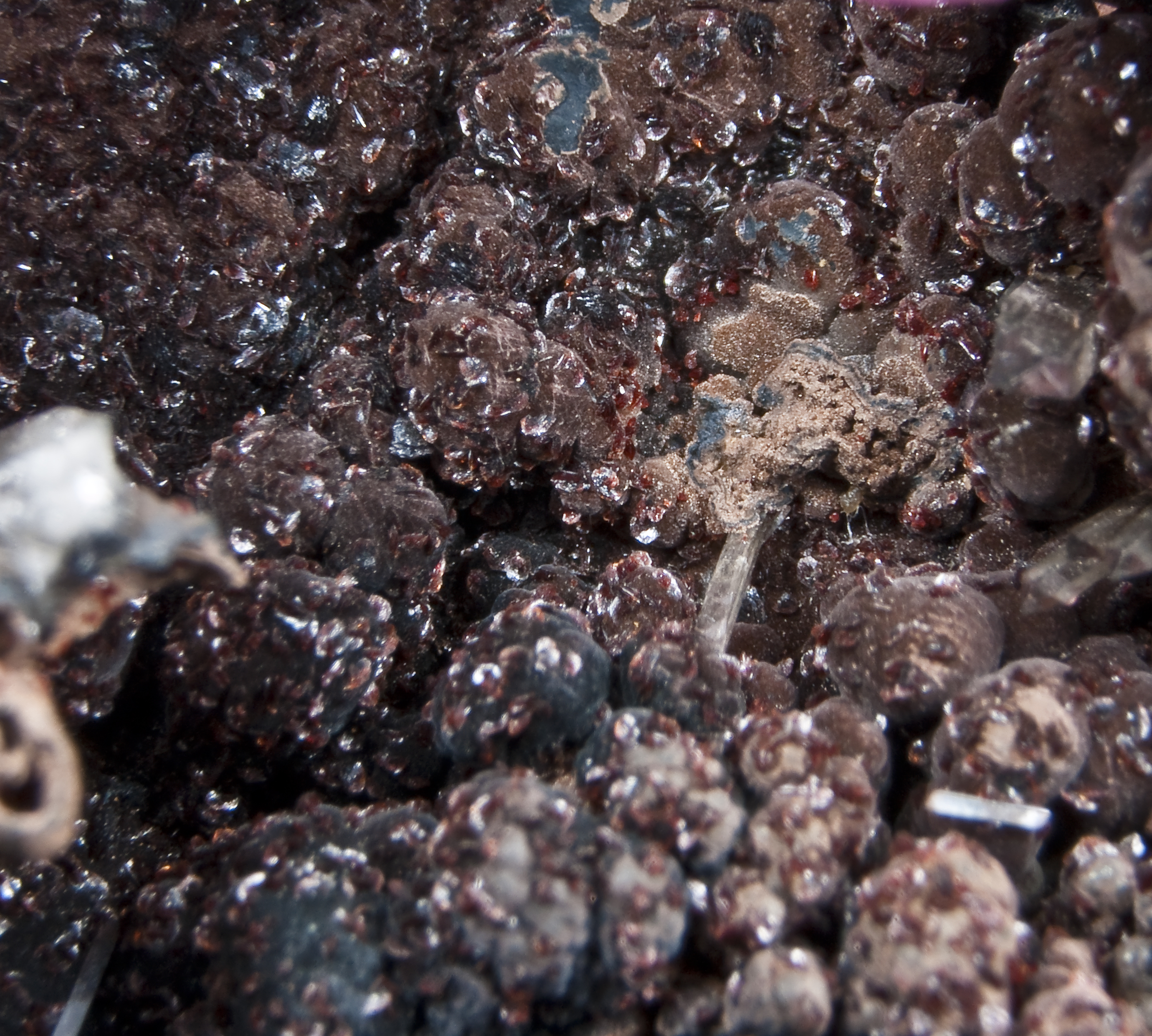
Lotharmeyerite Mexique. Taille des cristaux : 0,3 mm.
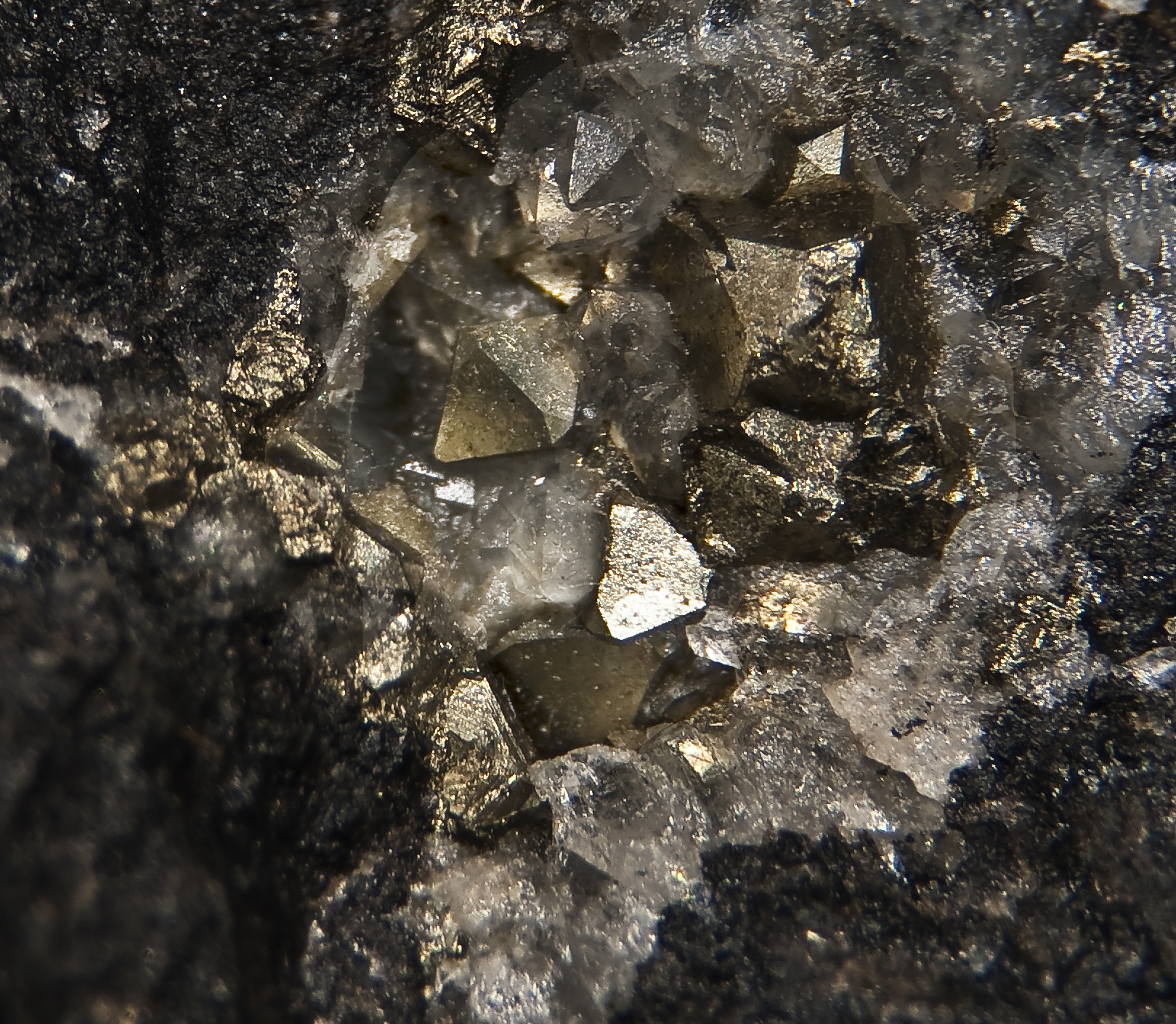
Stannite - Bolivie - (Cristaux 2 mm).